# Kimi Räikkönen
Pour les articles homonymes, voir Räikkönen (homonymie).
Kimi Räikkönen (prononcé en finnois : /ˈkimiˈræikːønen/), né le 17 octobre 1979 à Espoo en Finlande, est un pilote automobile finlandais, champion du monde de Formule 1 en 2007. Les médias l'ont surnommé Iceman en raison de sa capacité à conserver son sang-froid en toutes circonstances, ainsi que son tempérament assez réservé.
Il fait ses débuts en Formule 1 en 2001, avec l'écurie suisse Sauber. L'année suivante, il s'engage avec l'écurie McLaren-Mercedes avec laquelle il termine deux fois vice-champion du monde, en 2003 et 2005. Après cinq saisons sans parvenir à remporter le titre, il rejoint la Scuderia Ferrari et devient, dès sa première année, champion du monde en devançant sur le fil, Lewis Hamilton et Fernando Alonso à l'issue de l'ultime épreuve de la saison. Malgré une année 2008 en demi-teinte, il contribue au titre constructeur de son équipe. Fin 2009, Ferrari met un terme à son contrat, ce qui incite le Finlandais à quitter la discipline pour se reconvertir dans le championnat du monde des rallyes, au sein du Citroën Junior Team et du Ice One Racing ; il termine dixième du championnat en 2010 et 2011, en effectuant au passage une pige de deux courses en NASCAR, avec l'écurie Kyle Busch Motorsports.
En 2012, Räikkönen fait son retour en Formule 1 avec Lotus F1 Team et se classe troisième du championnat après avoir renoué avec la victoire, lors du Grand Prix d'Abou Dabi. Après deux saisons au sein de l'équipe britannique, il retourne chez Ferrari, où il fait d'abord équipe avec Fernando Alonso puis avec Sebastian Vettel. En remportant le Grand Prix des États-Unis 2018, après avoir disputé 114 courses sans s'imposer, il devient, avec vingt-et-un succès, le Finlandais le plus victorieux de la discipline, devant Mika Häkkinen. Fin 2018, la Scuderia Ferrari met un terme à leur collaboration ; l'année suivante, il rejoint Alfa Romeo Racing tandis que Charles Leclerc fait le chemin inverse pour le remplacer au sein de l'écurie de Maranello. Le 1er septembre 2021, il annonce la fin de sa carrière en Formule 1 à l'issue du championnat ; après dix-neuf saisons, il a obtenu 21 victoires, 103 podiums, 18 pole positions, 46 meilleurs tours et un titre de champion du monde.

## Biographie
Kimi Räikkönen est né de parents aux origines modestes : son père, Matti, était conducteur d'engins de construction de routes et sa mère, Paula, était employée administrative. Son frère aîné, Rami, est un ancien pilote de rallye en Finlande. Kimi s'est toujours passionné pour tous les sports, notamment les sports mécaniques et le hockey sur glace, qu'il pratique. Il admire tout particulièrement des personnalités comme Tommi Mäkinen, quadruple champion du monde des rallyes, et Marcus Grönholm, double champion du monde des rallyes.

### Les débuts en sport automobile
Kimi Räikkönen va s'intéresser au sport automobile par l'intermédiaire du karting. Vers l'âge de sept ans, alors qu'il pratique du hockey sur glace, son père le conduit avec son frère chez un ami dont le fils pratique le kart : les deux frères sont conquis. Dès ses dix ans, il connaît une longue série de succès. Sa première course en dehors de son pays d'origine a lieu pour ses quinze ans à Monaco.[réf. nécessaire]
En 1999, il participe pour la première fois à des courses de monoplaces et se fait remarquer en gagnant les quatre courses auxquelles il participe en Formule Renault. En 2000, il remporte le championnat britannique en s'imposant à sept reprises sur les dix courses figurant au calendrier.
- 1987-1990 : karting, victoires en classes A, B et C dès 1988.
- 1991 : karting national en classe Mini.
- 1992 : karting national en classe Raket Junior.
- 1993-1994 : karting national en Classe Raket et Coupe de Finlande (9e en 1993, 2e en 1994).
- 1995 : karting en Formule A (première course et première victoire, le 23 avril).
- 1996 : karting GP Séries Européennes. Courses des Championnats Mondial et Nordique. 4e en Formule A.
- 1997 : Champion de Finlande en Classe A intercontinentale, 4e en Championnat Nordique Classe A intercontinentale, Karting Grand Prix et championnat mondiaux.
- 1998 : Champion de Finlande et Champion Nordique de Formule A, vainqueur du « Karting Grand Prix » européen, 2e en Formule Intercontinentale Super A, 3e de la coupe de Monaco Super A, Championnats Mondiaux, en Formule Super A.
- 1999 : 2e des Championnats Finlandais de Formule A, 10e des Championnats Mondiaux de Super A, Première course en Formule Renault avec Haywood Racing (3e place), Champion de Formule Renault Winter Series, avec Manor Motorsport (quatre victoires en quatre courses).
- 2000 : Champion de Formule Renault britannique avec Manor Motorsport (sept victoires, six pole positions, sept meilleurs tours, sur le podium pour les dix courses auxquelles il participe). Trois courses de Formule Renault européenne (deux victoires, deux pole positions, deux meilleurs tours). Essais en Formule 1 pour Sauber sur le circuit du Mugello.

### Carrière en Formule 1

#### 2001: débuts prometteurs chez Sauber

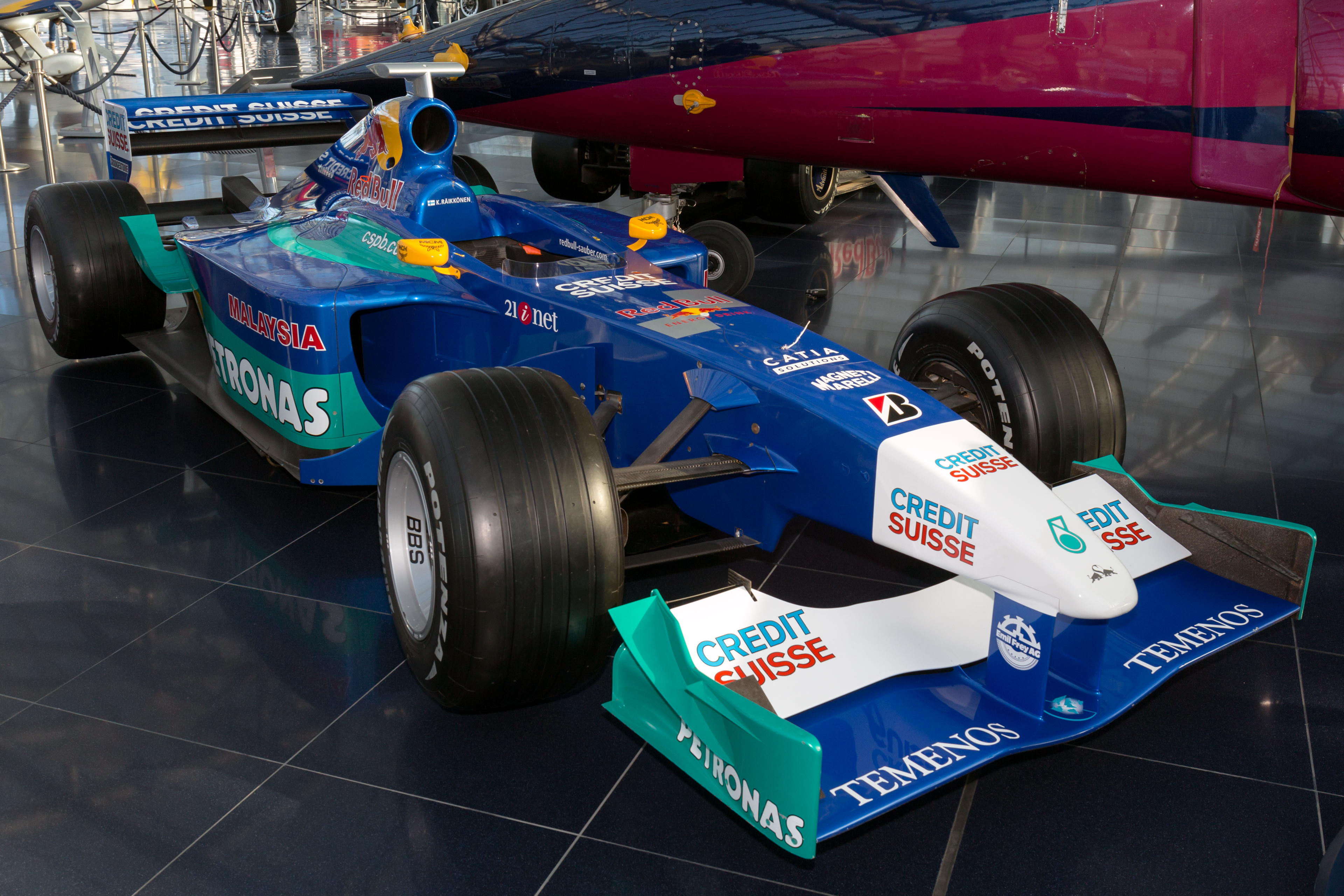
La Sauber C20 pilotée par Kimi Räikkönen en 2001.

Une telle performance attire l'attention des responsables des écuries de Formule 1 et, après des essais au cours desquels il étonne les ingénieurs de l'écurie suisse Sauber, Peter Sauber l'engage pour la saison 2001. La FIA hésite à accorder une super licence, sésame indispensable pour pouvoir piloter en Formule 1, à un si jeune pilote qui parait totalement inexpérimenté, ayant seulement disputé dix-sept courses en monoplace (treize victoires, trois podiums et un abandon) et âgé de 21 ans au moment de sa signature.
Après avoir finalement obtenu sa super licence, d'abord à titre provisoire, le Finlandais dispute la saison 2001 chez Sauber-Petronas, aux côtés de l'Allemand Nick Heidfeld, protégé de McLaren Racing, saison au cours de laquelle il termine notamment deux fois à la quatrième place en Autriche et au Canada, cinquième en Grande-Bretagne et sixième pour son premier Grand Prix en Australie ; le classant finalement dixième avec neuf points. Cette performance paraît suffisante à McLaren pour l'engager au détriment de son coéquipier à qui la place semblait promise, après avoir obtenu le seul podium de l'écurie en 2001 et de se classer devant lui au championnat pour remplacer Mika Häkkinen parti à la retraite.

#### 2002-2006: cinq saisons sans titre chez McLaren

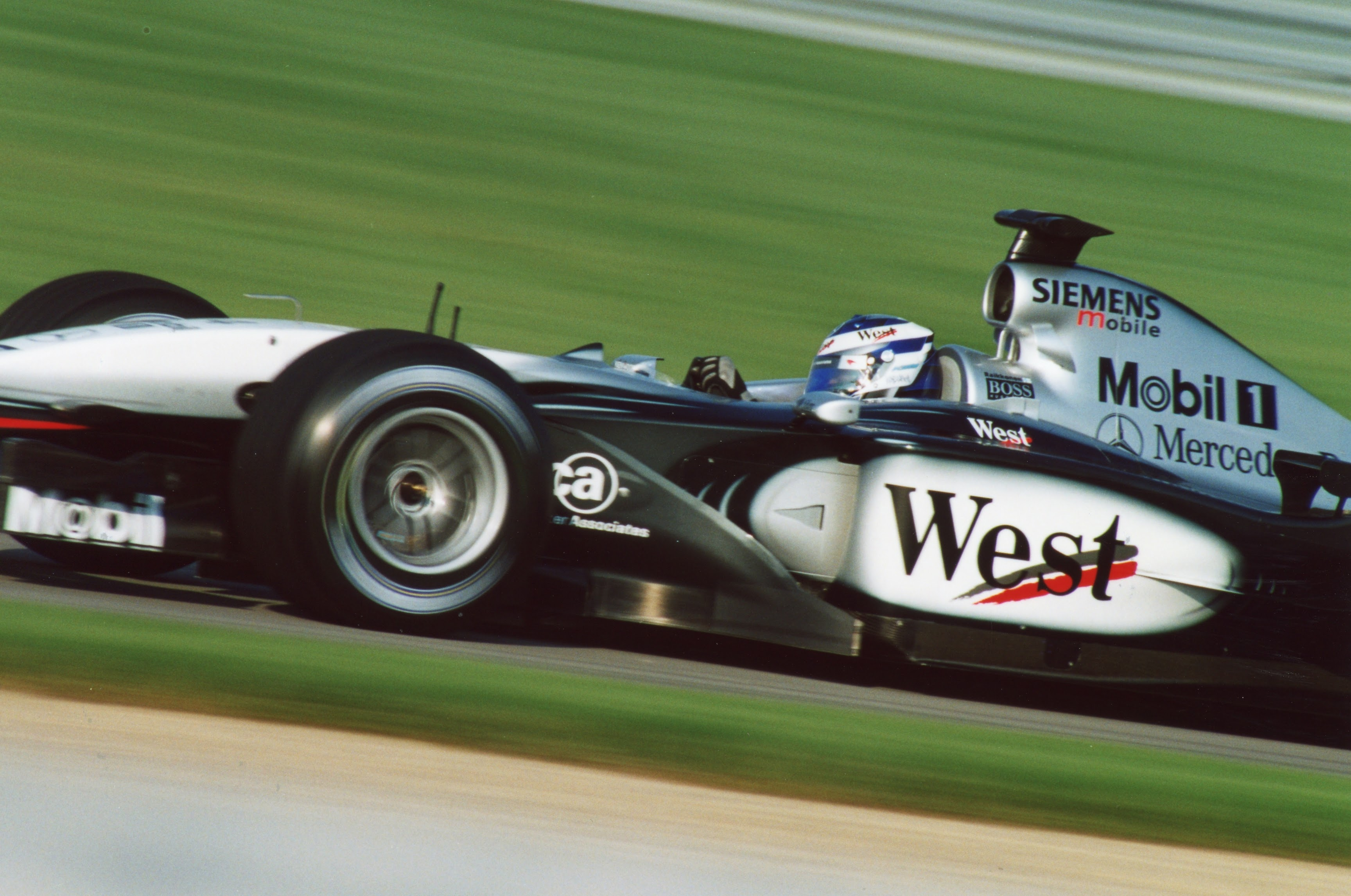
Kimi Räikkönen lors du Grand Prix des États-Unis 2002.

En 2002, la McLaren MP4-17 n'est pas la voiture la plus fiable du plateau (Räikkönen abandonne d'ailleurs les onze fois où il n'inscrit aucun point) mais cela ne l'empêche pas de prendre rapidement la mesure de son équipier David Coulthard qui dispute sa septième saison chez McLaren et de se classer sixième du championnat, avec quatre podiums dont le premier de sa carrière obtenu en Australie en terminant troisième, et un meilleur tour en course. Il passe proche de sa première victoire à l'occasion du Grand Prix de France où, piégé par une traînée d'huile, il cède le commandement de l'épreuve à Michael Schumacher à quelques boucles de l'arrivée. Le Finlandais termine sa deuxième année à la sixième place avec 24 points quand son coéquipier termine cinquième avec 41 points.

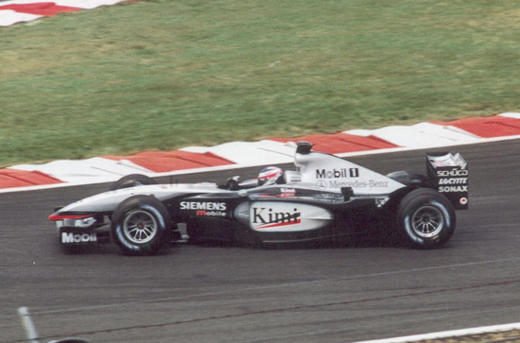
Kimi Räikkönen durant le Grand Prix de France 2003.

En 2003, au volant d'une monoplace qui n'est qu'une évolution de celle de la saison précédente, il lutte pour le titre contre Michael Schumacher (Ferrari) et Juan Pablo Montoya (Williams-BMW). Après une troisième place en Australie, il remporte sa première victoire lors du Grand Prix de Malaisie et se hisse pour la première fois en tête du championnat. Il croit gagner l'épreuve suivante, au Brésil avant que, quelques jours plus tard, la FIA ne reconnaisse une erreur et accorde finalement la victoire à Giancarlo Fisichella. Il se classe deuxième derrière Michael Schumacher à Saint-Marin et reste en tête du championnat avec treize points d'avance sur son coéquipier Coulthard. Il abandonne dès le premier tour du Grand Prix d'Espagne. Il cède sa place de leader à l'Allemand après le Grand Prix du Canada après ses abandons en Europe (casse moteur alors qu'il partait pour la première fois en pole position) et en Allemagne (accrochage avec Rubens Barrichello au premier tour).
Au Grand Prix du Japon, dernière manche du championnat, il est le seul pilote en mesure de ravir le titre à Schumacher qui compte neuf points d'avance. Sa deuxième place est toutefois insuffisante et il termine vice-champion du monde à deux points de son rival. Il a dominé Coulthard toute l'année, ce dernier terminant septième du championnat avec 51 points quand Räikkönen en a inscrit 91.

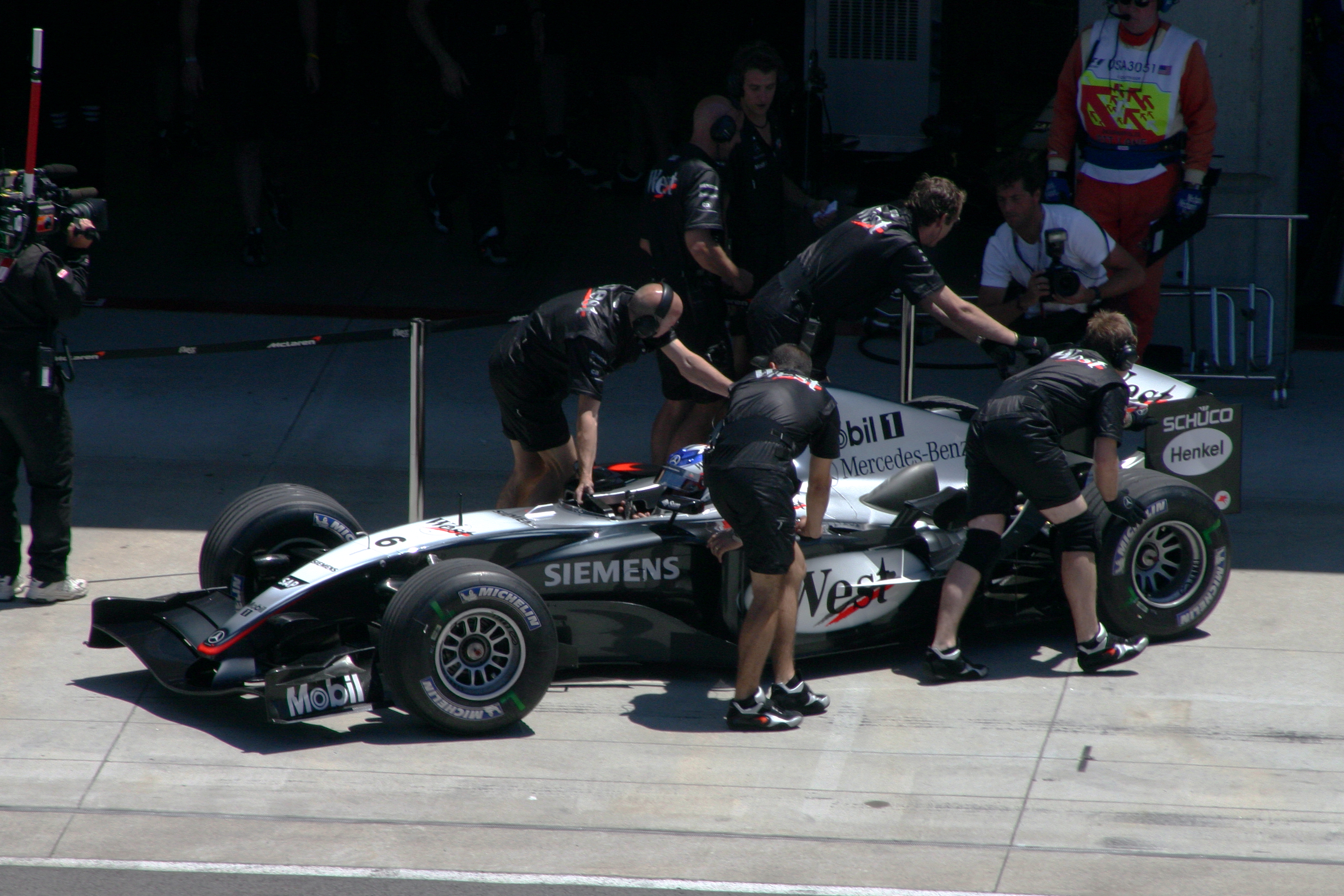
Räikkönen au Grand Prix des États-Unis 2004.

Ses espoirs de bien figurer au championnat 2004 sont rapidement douchés par le manque de compétitivité de la MP4-19 qui s'avère en outre peu fiable. Les trois premiers Grands Prix de la saison se soldent tous par un abandon ; Kimi Räikkönen inscrit le point de la huitième place à Imola. Onzième en Espagne, il connaît deux nouveaux problèmes moteur à Monaco et en Europe ; ainsi, après les sept premières manches du championnat, le Finlandais a vu seulement deux fois l'arrivée et n'a inscrit qu'un point, ce qui le place en seizième position au championnat. La situation s'améliore avec sa cinquième place au Grand Prix du Canada et sa sixième aux États-Unis.
Au Grand Prix de France, McLaren sort sa McLaren MP4-19B, une profonde évolution de sa monoplace qui permet enfin à Räikkönen de viser les avant-postes bien qu'il ne termine que septième. À Silverstone, il réalise la pole position et se classe deuxième derrière la Ferrari F2004 de Michael Schumacher, obtenant le premier podium de l'année d'une McLaren et remontant à la septième position du championnat. Les Grands Prix d'Allemagne et de Hongrie sont plus difficiles, car il abandonne par deux fois et subit un gros accident à Hockenheim. Au Grand Prix de Belgique, malgré une qualification ratée où il se classe seulement dixième, il se hisse en première place et, après une course à rebondissements au cours de laquelle la voiture de sécurité intervient à trois reprises, il remporte la deuxième victoire de sa carrière en contenant les assauts de Michael Schumacher, sacré champion du monde pour la septième fois. En Italie, il abandonne pour la dernière fois de la saison (sur casse moteur), puis réalise deux nouveaux podiums (troisième en Chine puis deuxième au Brésil) sur les trois derniers Grand Prix. Il se classe septième du championnat avec 45 points, toujours devant Coulthard qui termine dixième avec 24 points et quitte McLaren pour Red Bull Racing. L'Écossais est alors remplacé par le Colombien Juan Pablo Montoya.

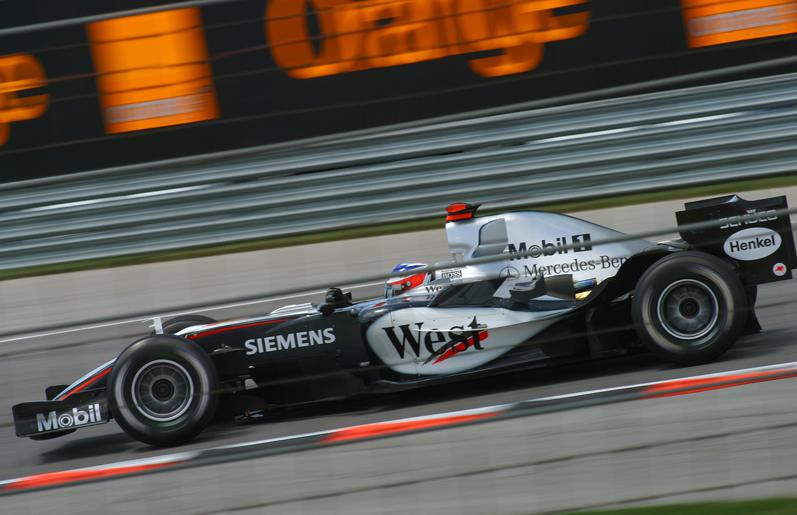
Kimi Räikkönen lors des essais du Grand Prix des États-Unis 2005.

En 2005, Kimi Räikkönen connaît encore un début d'année difficile. Relativement performantes en course comme le prouvent son meilleur tour en Malaisie et celui de son équipier d'un jour Pedro de la Rosa à Bahreïn, les McLaren sont handicapées par des qualifications ratées où elles peinent à faire monter leurs pneus en température. Une modification du train avant et de la répartition des masses permet de rectifier le tir à partir du Grand Prix de Saint-Marin, où il réalise la pole position avant d'être contraint à l'abandon sur un souci de transmission, alors qu'il menait l'épreuve. Le Finlandais est ainsi onzième avec sept points, quant Fernando Alonso sur sa Renault en a 36. Fiabilité et performances se combinent enfin lors des Grand Prix d'Espagne et de Monaco qu'il domine mais au terme desquels il reste à distance de Fernando Alonso qui possède 22 points d'avance après la sixième manche. Un troisième succès consécutif semble promis à Räikkönen lors du Grand Prix d'Europe, organisé sur le Nürburgring, mais les vibrations causées par un plat sur son pneu provoquent une spectaculaire casse de sa suspension à l'entame du dernier tour et offrent la victoire à Alonso.
Kimi Räikkönen renoue avec la victoire au Grand Prix du Canada, où il reprend dix points à Alonso qui a abandonné mais est ensuite victime d'ennuis techniques à répétition du moteur Mercedes : en France et en Grande-Bretagne, pénalisé de dix places sur la grille en raison de casses moteurs lors des essais, il est contraint à de spectaculaires remontées dans le peloton qu'il achève à chaque fois derrière l'Espagnol. Durant le Grand Prix d'Allemagne, la casse moteur intervient à la mi-course, alors qu'il dominait et permet à Alonso de porter son avance à 36 points. La supériorité du duo Räikkönen/McLaren se concrétise à nouveau en Hongrie et en Turquie. Au Grand Prix d'Italie, à nouveau pénalisé à l'issue des qualifications alors qu'il avait obtenu la pole position, il termine quatrième. À la fin de la ligne droite des stands, il établit le nouveau record officiel de la vitesse maximale enregistrée lors d'un Grand prix de Formule 1, à 370,1 km/h,,
Il gagne en Belgique et conserve un espoir de titre mondial, pointant à 25 points alors que trois Grands Prix restent à courir. Ses chances d'être titré s'envolent définitivement au Grand Prix du Brésil, antépénultième manche de l'année, qu'il termine deuxième devant Fernando Alonso qui remporte son premier titre de champion du monde. Le pilote finlandais s'impose lors de la manche suivante au Japon où, parti de l'avant-dernière ligne,à la dix-septième place, il se lance à l'assaut de la première place de Giancarlo Fisichella qu'il dépasse à l'entame de l'ultime boucle. Il finit deuxième de la dernière manche en Chine, remportée par Fernando Alonso. Il termine deuxième du championnat avec 112 points (vingt et un de moins qu'Alonso) et égale le record d'Alain Prost avec sept victoires dans une saison pour un vice-champion du monde (record battu en 2016 par Lewis Hamilton).

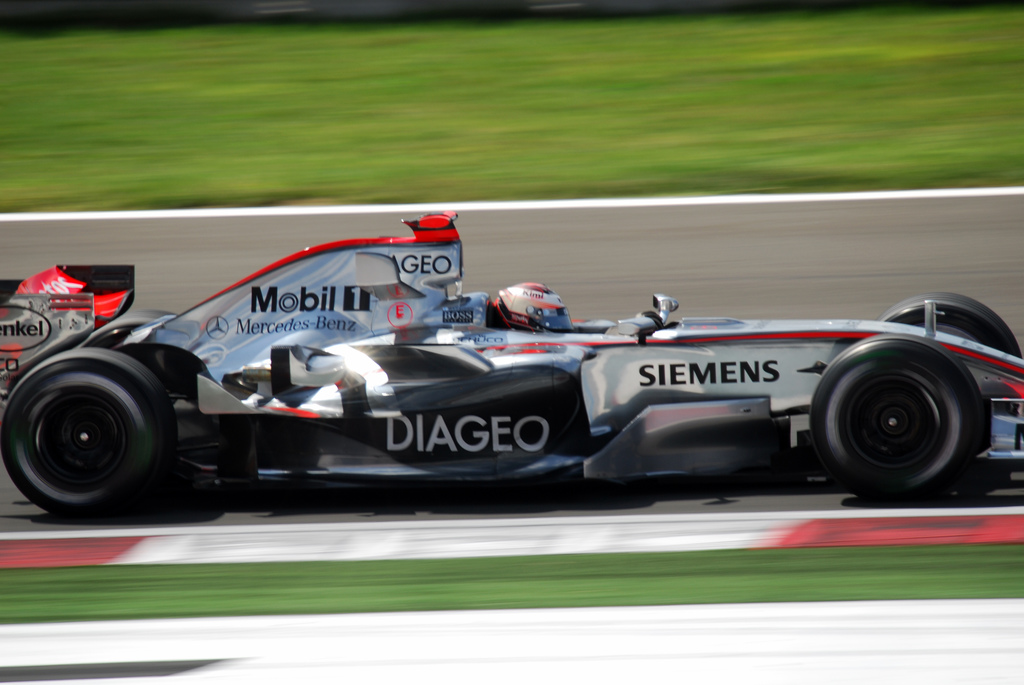
Räikkönen lors du Grand Prix du Turquie 2006.

L'année suivante est une nouvelle année blanche pour Kimi Räikkönen dont les performances sont handicapées par un matériel qui ne peut lutter à armes égales avec celui des pilotes Renault et Ferrari. Le climat dans l'écurie McLaren s'est détérioré après l'annonce, dès le mois de décembre, du recrutement du champion du monde Fernando Alonso pour la saison 2007. Dans l'impossibilité de se battre pour la victoire, Juan Pablo Montoya, annonce son départ pour la NASCAR en 2007. Il est remplacé, à partir du Grand Prix de France par le pilote d'essais Pedro de la Rosa. Le Finlandais doit se contenter de six podiums (dont un obtenu à Bahreïn après être parti dernier) et de quelques coups d'éclat gâchés par six abandons et un faible niveau de performance de la McLaren MP4-21. Il termine cinquième du championnat avec 65 points et réalise sa première année sans victoire depuis 2002.
Sollicité par les trois écuries de pointe pour la saison 2007, Räikkönen fait attendre sa décision. Échaudé par cette année moyenne, il décide de quitter au bout de cinq saisons McLaren-Mercedes, où il n'est pas parvenu à obtenir le titre de champion du monde qu'il espérait. N'ayant pas confiance dans l'avenir de Renault F1 Team, malgré les deux titres qu'elle vient de remporter, il donne sa préférence à la Scuderia Ferrari qui annonce, le 10 septembre 2006, son recrutement pour remplacer Michael Schumacher qui annonce son retrait de la compétition à la fin de la saison.

#### 2007: champion du monde avec Ferrari

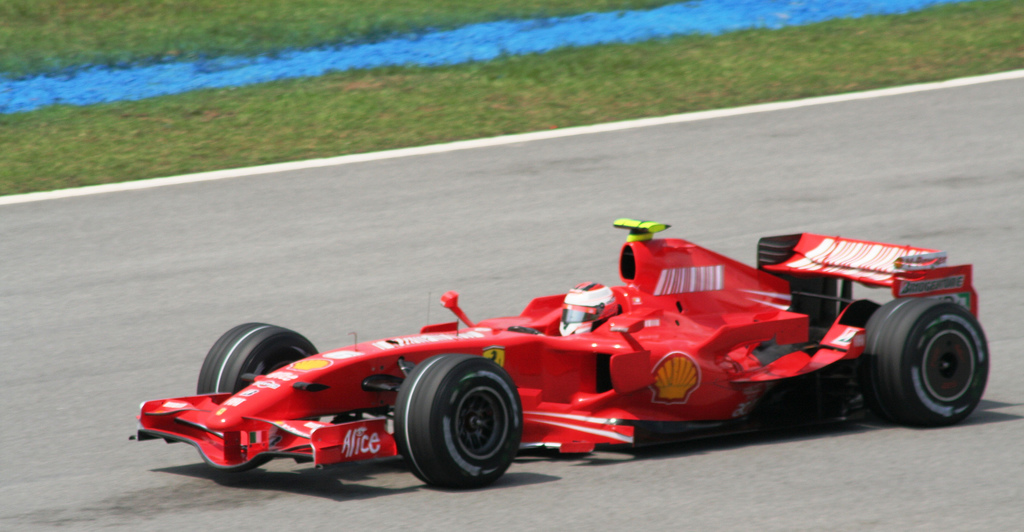
Kimi Räikkönen en Malaisie en 2007.

Kimi Räikkönen commence la saison 2007 en fanfare. Lors de la première épreuve, en Australie, il devient le premier pilote Ferrari depuis Juan Manuel Fangio en 1956 à réussir un hat-trick (pole position, meilleur tour en course, victoire) dès sa première course en rouge. Ce hat-trick est d'ailleurs le premier de sa carrière. Lors des deux manches suivantes, il est dominé par le champion du monde en titre Fernando Alonso (McLaren-Mercedes) au Grand Prix de Malaisie, puis par son nouveau coéquipier Felipe Massa à Bahreïn et termine à chaque fois sur la troisième marche du podium, devancé également par le débutant Lewis Hamilton,.
Contraint à l'abandon dès le début de la course en raison de problèmes électriques lors du Grand Prix d'Espagne remporté à nouveau par son équipier qui le domine également en qualification, Räikkönen, qualifié en seizième position à Monaco parvient péniblement à entrer dans les points en terminant huitième, à un tour du vainqueur Fernando Alonso. Au terme de la campagne nord-américaine qui voit les deux premières victoires de Lewis Hamilton, le Finlandais finit cinquième au Canada et quatrième à Indianapolis pour le Grand Prix des États-Unis. Il est quatrième du championnat, distancé de 26 points après sept Grands Prix.

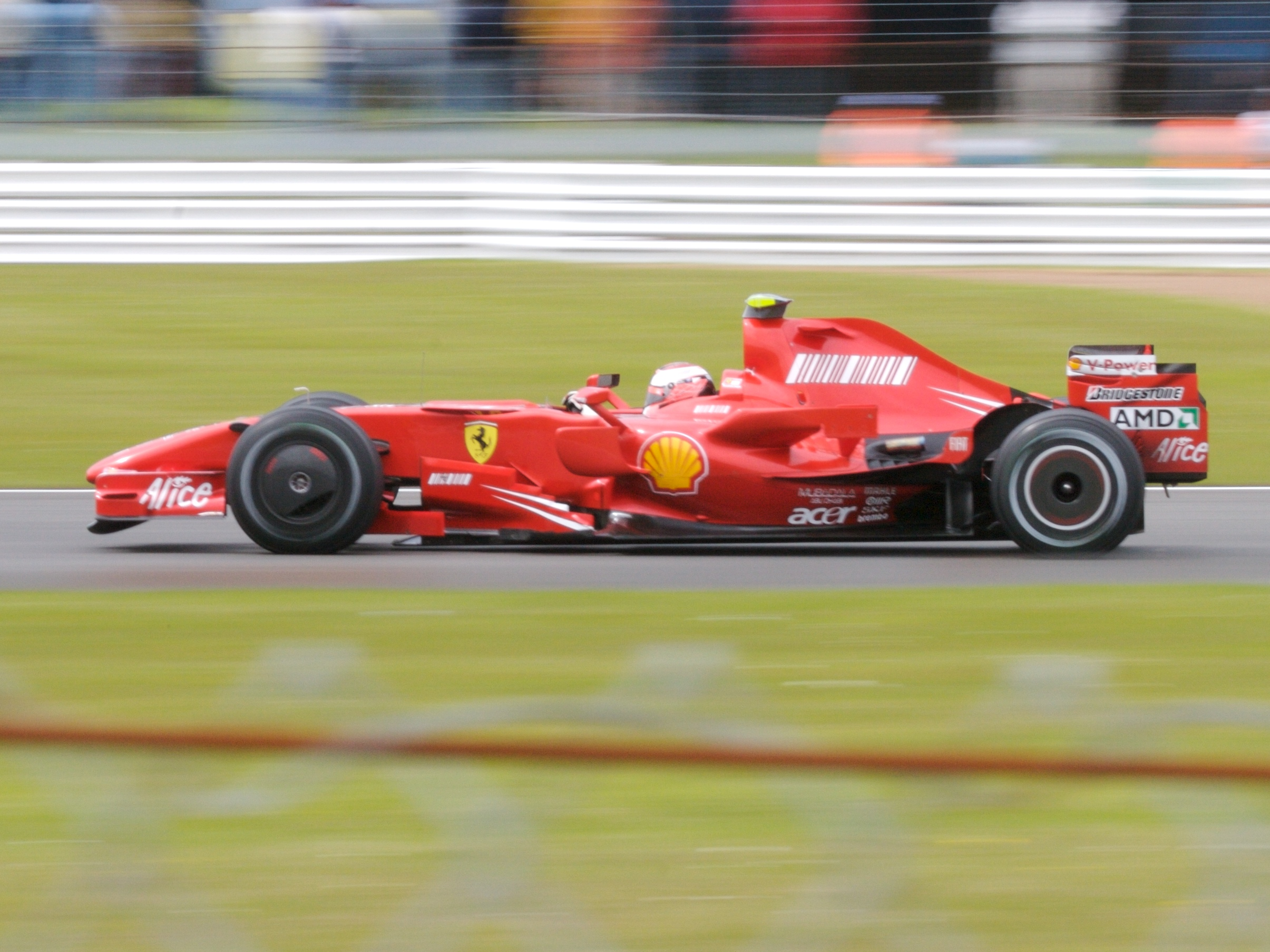
Kimi Räikkönen durant le Grand Prix de Grande-Bretagne 2007.

Il réagit en remportant le Grand Prix de France et celui de Grande-Bretagne grâce à des arrêts aux stands décalés et en effectuant, en fin de deuxième relais, une série de tours rapides avant le second ravitaillement. Cette tactique lui permet de ressortir des stands en tête et de remonter à la troisième place du championnat avec 18 points de retard sur Lewis Hamilton. Il est malchanceux au Nürburgring lorsque, après avoir réalisé la pole position, il abandonne sur panne mécanique. En Hongrie, si les Ferrari sont dominées en qualifications par les McLaren, il réduit l'écart en course et finit dans les échappements d'Hamilton. Au Grand Prix de Turquie, troisième sur la grille malgré une voiture moins chargée en essence que l'auteur de la pole position, Massa, il se contente de la deuxième place non sans avoir réalisé le meilleur tour en course dans l'ultime boucle. À Monza, durant les essais, il percute violemment les rails puis la barrière de pneus avant la troisième chicane. Ferrari attribue ce problème à une bosse ; Räikkönen s'en tire avec une blessure à la nuque qui le handicape tout le weekend. À l'issue de la manche italienne, il pointe à 18 points d'Hamilton à quatre Grands Prix de la fin.

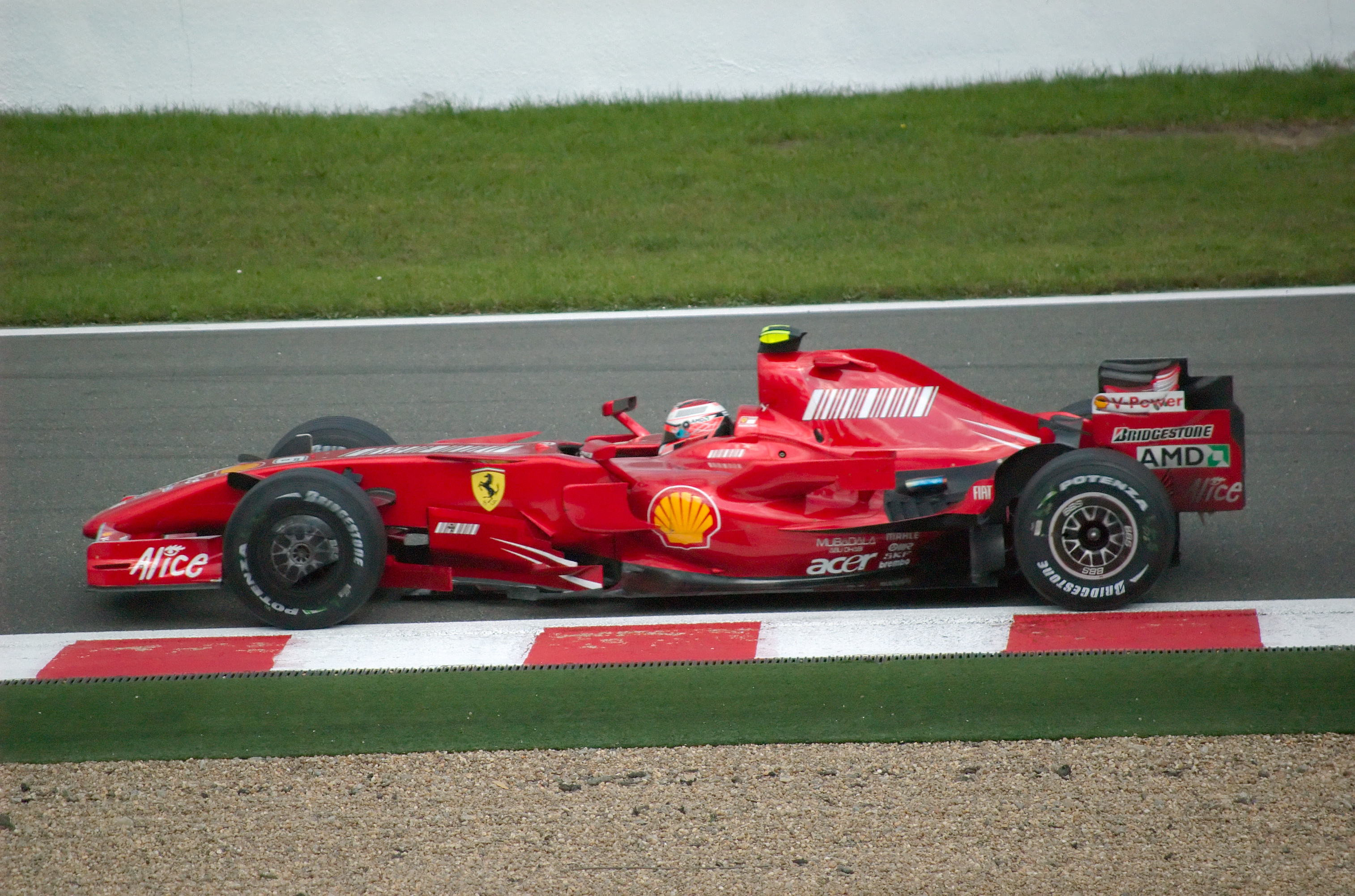
Räikkönen en Belgique en 2007.

À Spa-Francorchamps, le Finlandais s'impose, comme en 2004 et 2005, le circuit de Spa n'ayant pas été présent au calendrier 2006. Il ne manque pas de saluer le quinzième titre des constructeurs de l'équipe Ferrari, à la suite de l'exclusion de Mclaren, par un « donut ». Au Grand Prix du Japon, disputé sur le circuit du Mont-Fuji qui fait son retour en championnat du monde sous une pluie battante, il termine troisième après être remonté de la dernière place à la suite d'un arrêt au stand forcé : la FIA avait ordonné à l'ensemble des équipes de partir en pneus « maxi-pluie » mais Ferrari n'en a eu connaissance qu'après le départ de la course et a dû faire s'arrêter ses deux voitures sous peine de disqualification. À deux Grands Prix de la fin de la saison, les chances du pilote finlandais s'amenuisent au championnat avec 17 points de retard sur Lewis Hamilton qui remporte l'épreuve, tandis que Räikkönen se classe derrière son compatriote Heikki Kovalainen. Sur le circuit de Shanghai, il se replace dans la course au titre en s'imposant après un dépassement sur Hamilton en difficulté avec ses pneumatiques, pour prendre la tête de la course. Le Britannique abandonne après une erreur en rentrant aux stands, ce qui permet à Kimi Räikkönen de revenir à 7 points, l'autre pilote McLaren, Fernando Alonso, étant intercalé en deuxième position du championnat, à 4 points de son coéquipier.

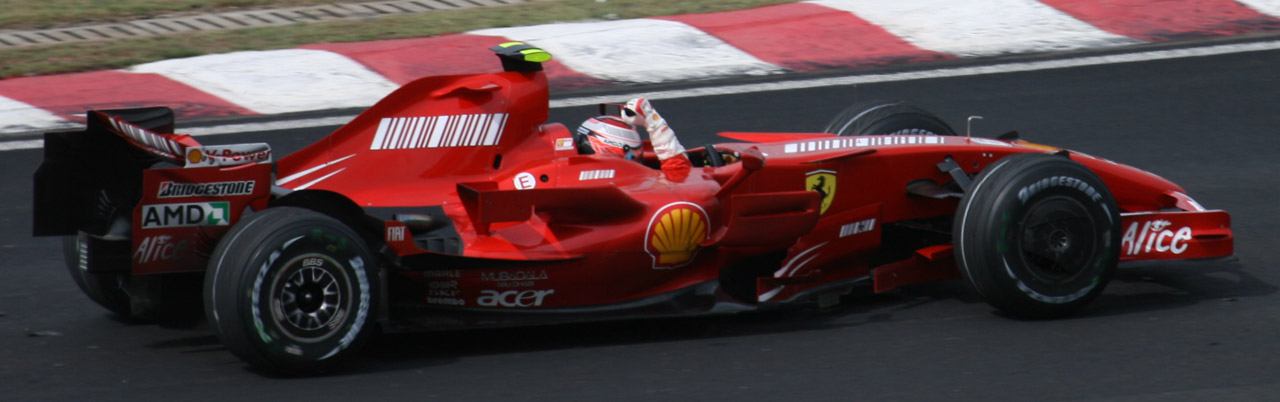
Kimi Räikkönen lors du Grand Prix du Brésil 2007, fêtant sa victoire et son titre.

Au Brésil, sur le circuit d'Interlagos, Räikkönen profite d'un concours de circonstances pour devancer ses deux adversaires Fernando Alonso et Lewis Hamilton pour devenir Champion du monde de Formule 1 avec 110 points, devant Hamilton et Alonso qui en ont marqué 109. Malgré une réclamation portant sur la température du carburant embarqué dans les BMW Sauber et les Williams, et qui pouvait aboutir au déclassement de leurs pilotes et permettre à Hamilton de récupérer les points qui lui ont manqué pour remporter le championnat, la FIA officialise le résultat du Grand Prix.
McLaren fait appel de cette décision mais le 16 novembre, le tribunal d'appel de la FIA confirme la décision des commissaires, entérinant le titre de Räikkönen qui devient le premier Finlandais à s'imposer depuis Häkkinen en 1999 et le premier pilote Ferrari champion du monde depuis Michael Schumacher en 2004.

#### 2008: deux victoires et des déconvenues

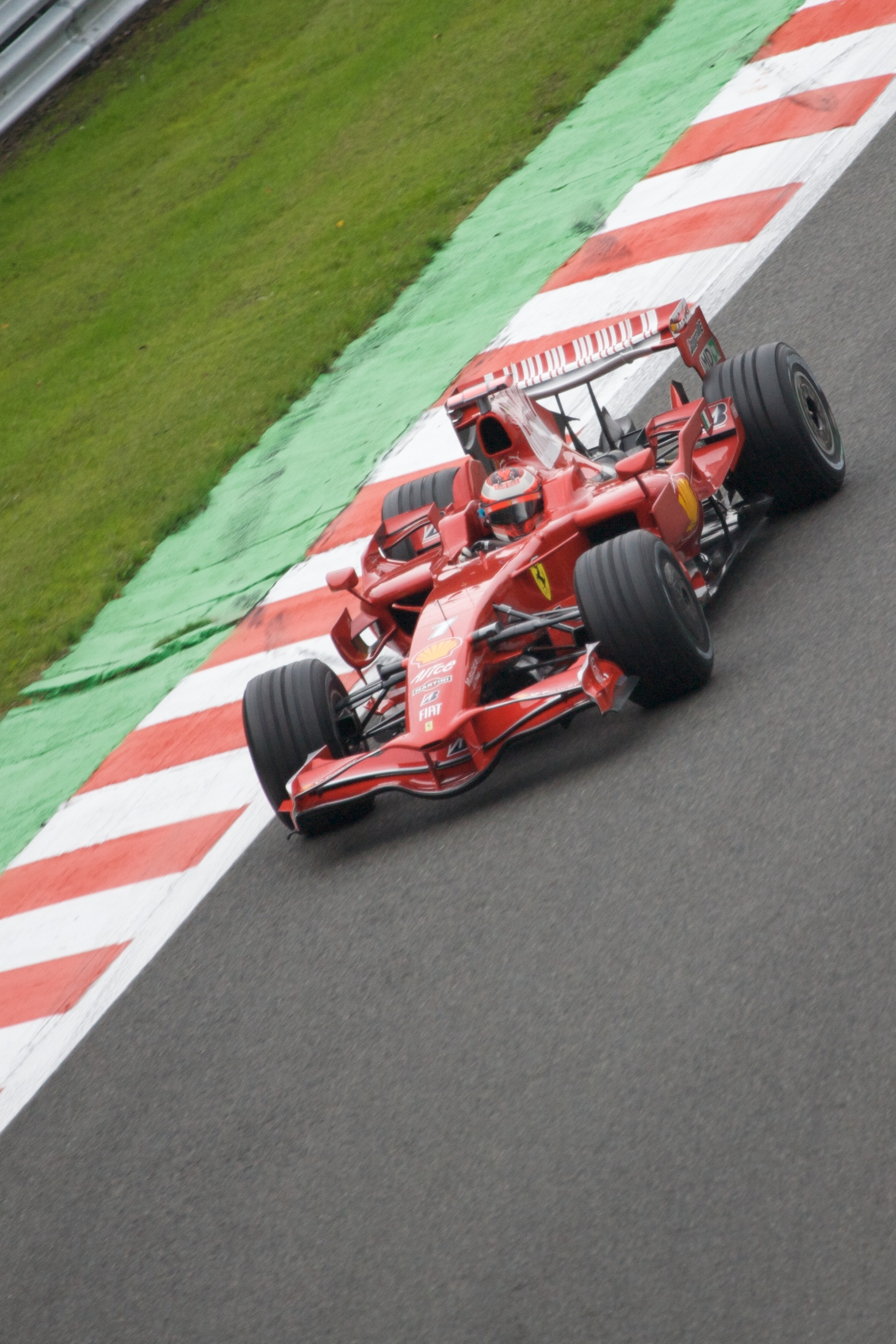
Kimi Räikkönen au Grand Prix de Belgique 2008.

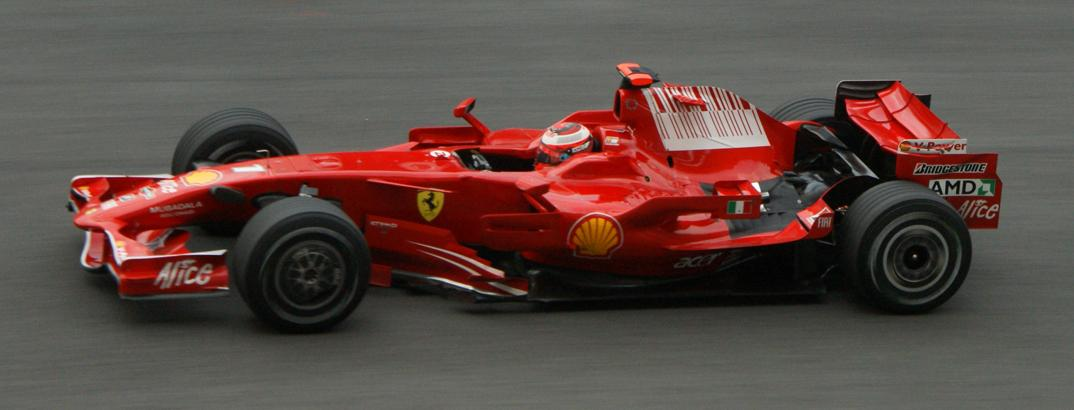
Räikkönen obtient son premier succès de la saison lors du Grand Prix de Malaisie 2008.

Après ses essais hivernaux prometteurs, Kimi Räikkönen commence sa saison timidement en Australie, enchaînant problèmes mécaniques et erreurs de pilotage et ne glane qu'un point. Lors du deuxième Grand Prix, en Malaisie, il dépasse son coéquipier Felipe Massa après son premier arrêt au stand (le Finlandais s'était qualifié deuxième derrière son équipier), remporte son seizième succès et se rapproche à 3 points de l'Anglais Lewis Hamilton, qui a remporté la première course de l'année. Au Grand Prix de Bahreïn, Räikkönen prend la deuxième place de la course derrière Massa, après avoir dépassé avec autorité Robert Kubica au deuxième tour et profité de l'accrochage entre Lewis Hamilton et Fernando Alonso pour prendre la tête du championnat avec 19 points.
Lors du Grand Prix d'Espagne, qui marque le début de la saison européenne, il réalise la pole position devant Alonso et obtient sa dix-septième victoire. Il termine troisième du Grand Prix de Turquie, derrière son coéquipier Massa, vainqueur, et Hamilton. Lors de l'épreuve suivante à Monaco, il franchit la ligne d'arrivée neuvième après avoir effectué une épreuve difficile : il casse son aileron avant au virage de Sainte-Dévote ce qui l'oblige à repasser par les stands et, en fin de course, il perd le contrôle de sa Ferrari à la sortie du tunnel et percute la Force India d'Adrian Sutil, provoquant l'abandon de l'Allemand. Il perd la tête du championnat pour 3 points face à Hamilton.
Deux semaines plus tard, au Canada, alors que la voiture de sécurité est en piste, il rentre aux stands pour ravitailler. Le feu des stands étant rouge clignotant, il s'arrête lorsque Lewis Hamilton arrive trop vite et le percute. En France, il obtient la pole position devant son équipier Felipe Massa. Cependant, un échappement casse vers la mi-course et entraîne une perte de puissance de son moteur ; il finit néanmoins deuxième, derrière le Brésilien qui prend la tête du championnat, 5 points devant Räikkönen. Depuis le Grand Prix de Grande-Bretagne, Ferrari connaît quelques difficultés par rapport à McLaren et Lewis Hamilton qui le repoussent au troisième rang derrière Felipe Massa et le pilote britannique. Il réalise son sixième meilleur tour en course consécutif. Lors du Grand Prix suivant, en Allemagne, il est sixième en qualifications comme en course. Sixième sur la grille en Hongrie, il termine troisième notamment à cause de l'abandon de Massa, alors en tête de la course. Il s'adjuge son septième meilleur tour de l'année en onze manches et reprend la deuxième place du championnat avec 57 points, cinq derrière Hamilton et trois devant Felipe Massa.

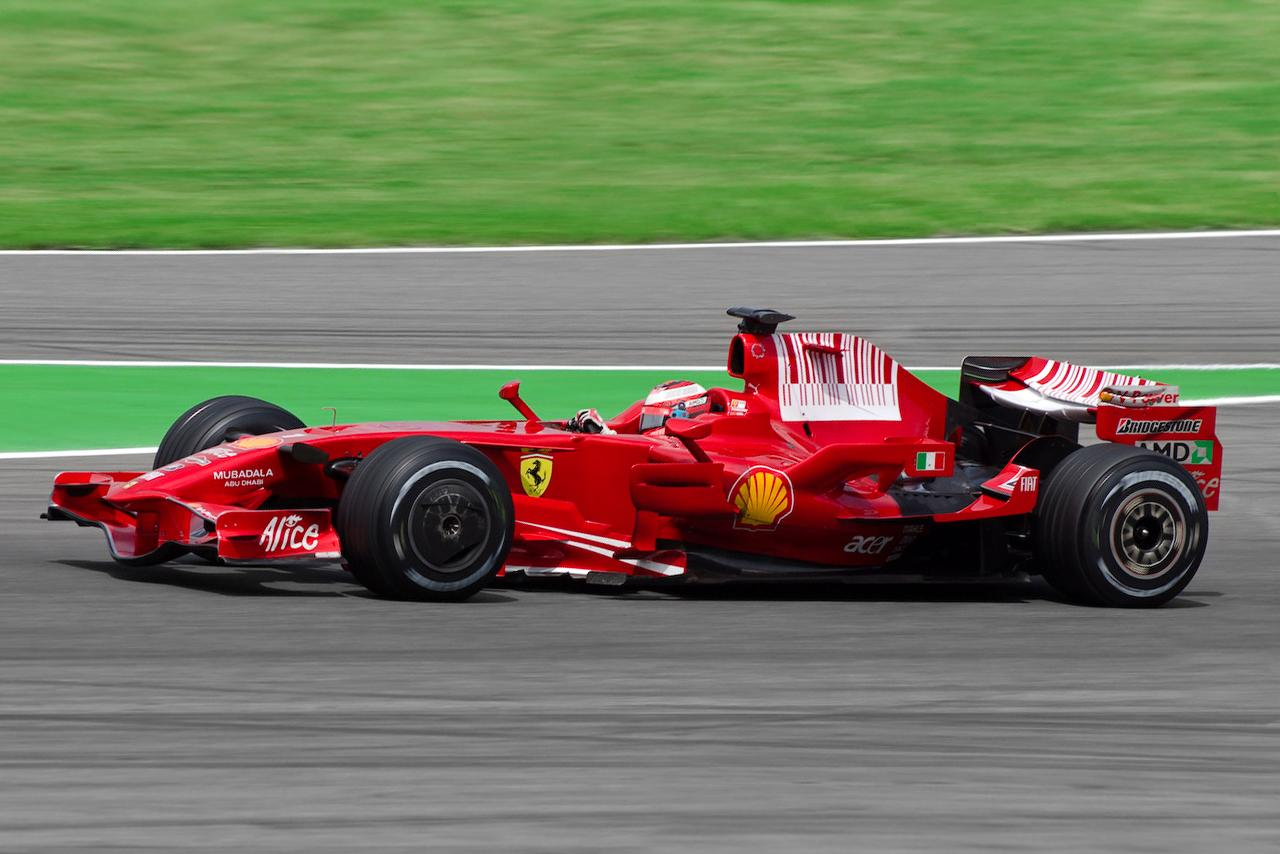
Kimi Räikkönen au Grand Prix d'Allemagne 2008, à Hockenheim.

Kimi Räikkönen connaît ensuite une série noire de quatre épreuves à partir du Grand Prix d'Europe. Sur le nouveau tracé de Valencia, alors qu'il est dominé par Massa, il abandonne sur casse moteur tandis que son équipier remporte la victoire. Au Grand Prix de Belgique, il s'empare du commandement mais se fait piéger par une piste humide à quelques tours de l'arrivée et percute un mur après s'être fait dépasser quelques secondes plus tôt par Hamilton au cours de leur duel. Au Grand Prix d'Italie, piégé par la pluie lors des qualifications, il s'élance quatorzième et termine neuvième malgré un nouveau meilleur tour en course dans les derniers tours. À Singapour, il abandonne après avoir percuté un mur, alors qu'il essayait de doubler Timo Glock pour le gain de la quatrième place. À trois Grands Prix de la fin de la saison, il pointe à 27 points de Lewis Hamilton.
Désormais écarté de la lutte pour le titre, Räikkönen se qualifie deuxième devant Massa au Grand Prix du Japon mais voit sa course ruinée par Hamilton dès le premier virage et doit se contenter d'une troisième place finale ; il perd mathématiquement toute chance de défendre son titre. Au Grand Prix de Chine, il domine à nouveau le pilote brésilien mais ne peut rien faire contre Lewis Hamilton et cède sa deuxième place à son équipier qui a encore une chance d'être titré ; il termine à nouveau troisième. Au Brésil, il obtient une nouvelle troisième place, après un duel avec Alonso lors des derniers tours et se classe troisième du championnat avec 75 points, tandis que son coéquipier échoue, pour un point, dans sa lutte pour le titre avec Hamilton.
Malgré une année en demi-teinte, Kimi Räikkönen prolonge son contrat chez Ferrari à l'occasion du Grand Prix d'Italie.

#### 2009: saison en demi-teinte chez Ferrari

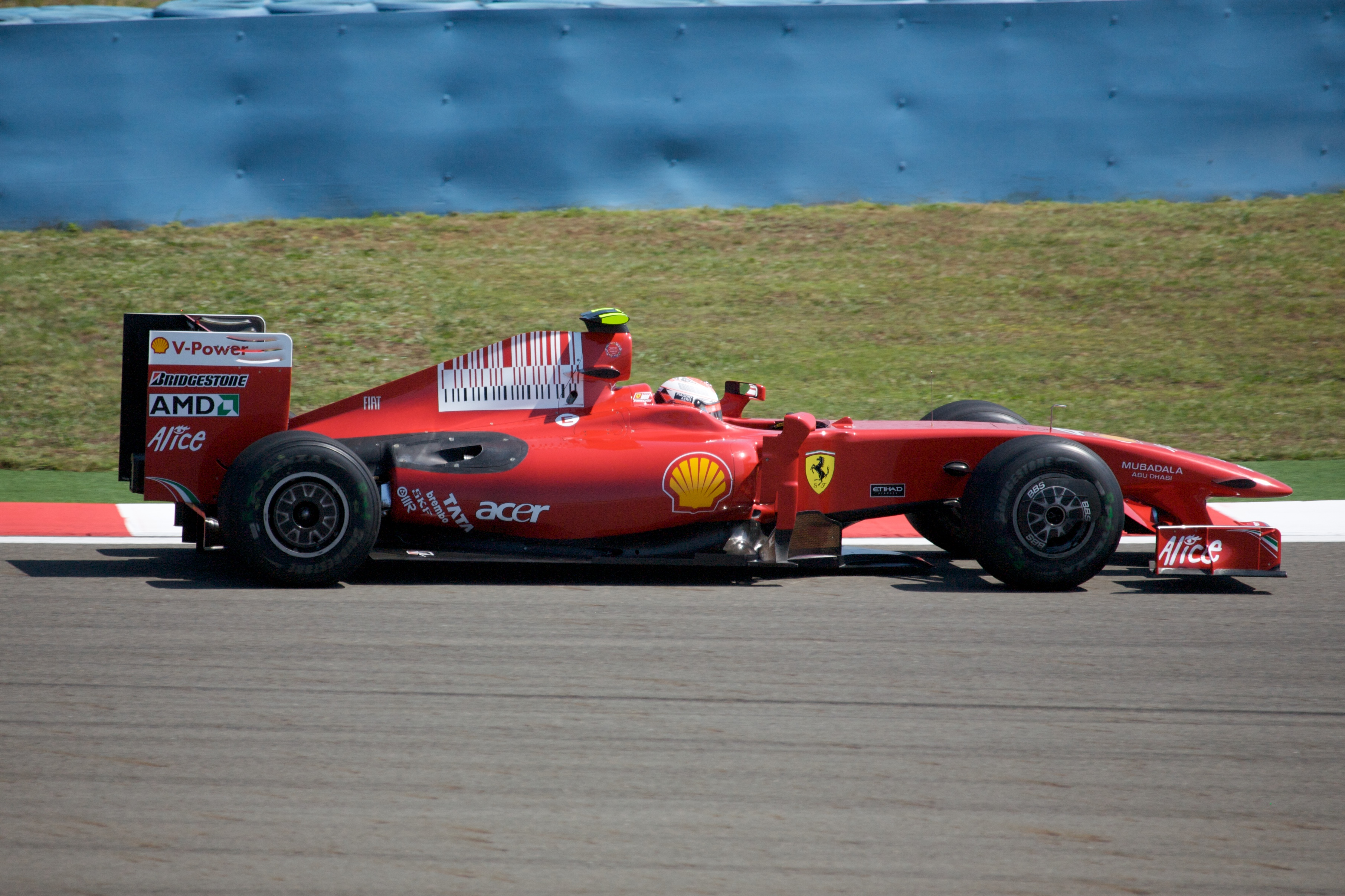
Räikkönen lors du Grand Prix de Turquie 2009.

En 2009, le règlement change, ce dont vont profiter des écuries comme Red Bull Racing et Brawn GP pour viser les victoires et le titre mondial tandis que la Scuderia Ferrari (et d'autres équipes comme McLaren Racing et BMW Sauber) demeure en grosse difficulté sur les premières courses.
Lors de la première manche de la saison au Grand Prix d'Australie, Kimi Räikkönen se qualifie en neuvième position. Peu après son second arrêt au stand, il part en toupie, manque de taper le muret et doit repasser par les stands avant d'abandonner. La Ferrari se révèle rapidement moins compétitive que celle de l'année précédente : lors des trois premières courses de la saison, aucun des pilotes Ferrari ne marque le moindre point. Il faut attendre Bahreïn pour que Räikkönen inscrive les premiers points de la Scuderia en terminant sixième, ce qui le classe provisoirement douzième du championnat. Il ne voit à nouveau pas l'arrivée en Espagne, victime d'un problème hydraulique, et est repoussé au treizième rang du classement général. Au Grand Prix de Monaco, il tient momentanément la pole position avant d'être battu pour 25 millièmes par la Brawn de Jenson Button. Il s'élance en première ligne aux côtés du Britannique et décroche finalement le podium, le premier de Ferrari en 2009, derrière les deux pilotes Brawn (Button et Rubens Barrichello). La Turquie, la Grande-Bretagne et l'Allemagne sont trois courses décevantes pour le Finlandais qui n'inscrit qu'un point. Après la manche allemande, la neuvième de la saison, où il a abandonné, Kimi ne pointe qu'au dixième rang du championnat avec seulement dix unités, alors que Massa est cinquième avec 22 points.

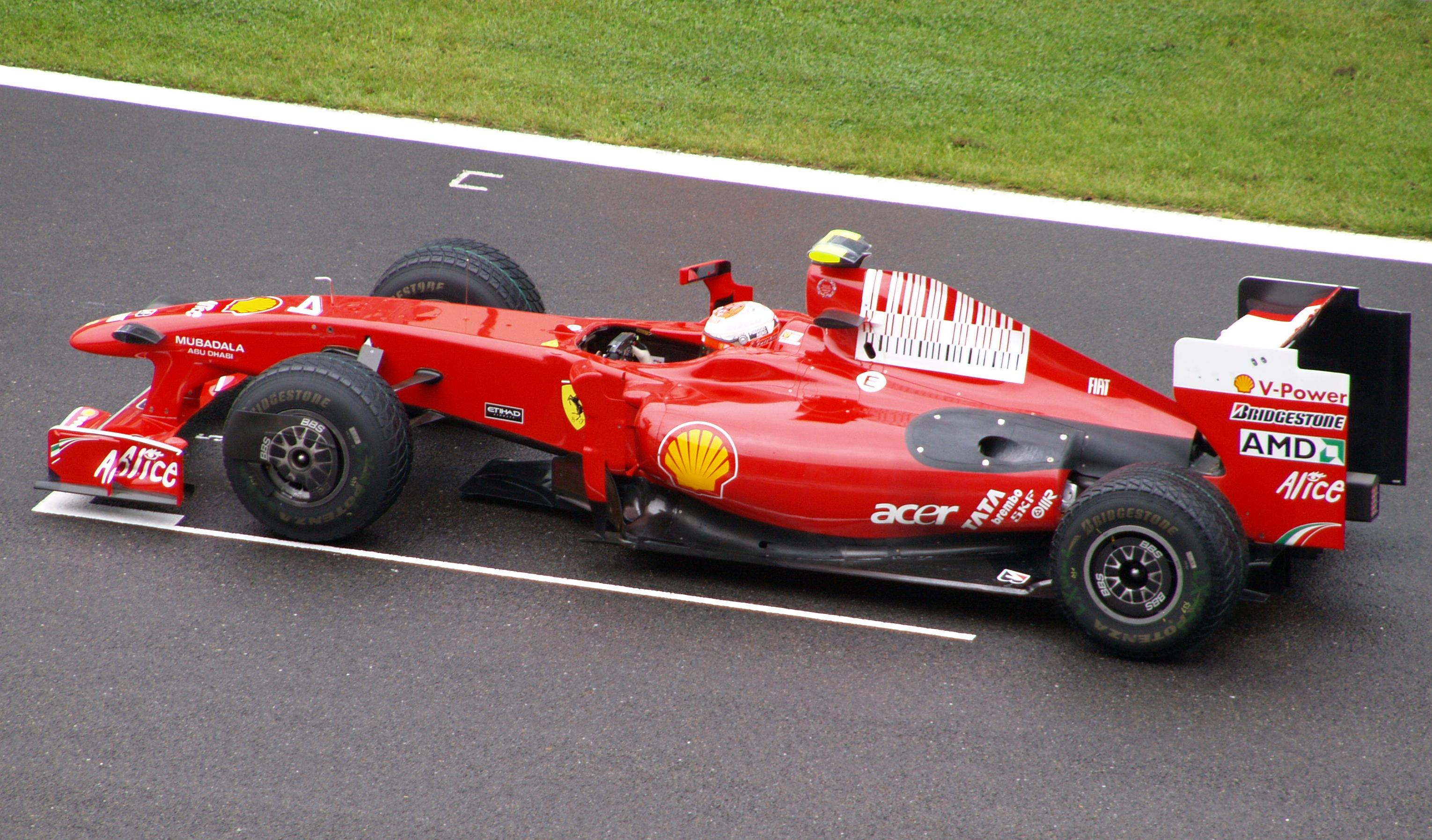
Räikkönen lors du Grand Prix de Belgique 2009, où il remporte la de sa carrière.

Au cours de l'été, les Ferrari progressent et Räikkönen va en profiter. Au Grand Prix de Hongrie, les pilotes Ferrari effectuent de bons temps en essais libres mais, pendant la séance Q2 des qualifications, son coéquipier Felipe Massa est victime d'un terrible accident : un ressort de suspension détaché de la monoplace de Rubens Barrichello le frappe au visage, alors qu'il roulait à environ 240 km/h. Le Finlandais se classe finalement septième sur la grille de départ. Le lendemain, il termine l'épreuve à la deuxième place derrière Lewis Hamilton, lui permettant de gagner une place au championnat. Lors du Grand Prix d'Europe, Kimi Räikkönen, sixième sur la grille, profite de l'avantage de son SREC pour prendre la quatrième place au premier virage. Grâce à une bonne stratégie et un bon rythme de course, il termine sur la troisième marche du podium. La semaine suivante en Belgique, il se qualifie à nouveau en sixième position et gagne quatre places au départ. Après l'intervention de la voiture de sécurité, il ravit la première place à la Force India de Giancarlo Fisichella pour signer sa seule victoire de l'année, sa quatrième à Spa, qui lui permet de revenir à la cinquième place du championnat.
En Italie, Räikkönen monte sur la troisième marche du podium après l'accident de Lewis Hamilton, alors troisième, dans le dernier tour, et conserve ainsi solidement sa cinquième place au championnat mais perd là toute chance mathématique de le remporter, alors que quatre Grands Prix restent à courir. Au Grand Prix de Singapour, il se classe dixième mais, dès la course suivante au Japon, alors qu'entre temps le 30 septembre 2009, Ferrari officialise l'arrivée de Fernando Alonso pour le remplacer à partir de 2010, il réintègre les points en se classant quatrième. Au Grand Prix du Brésil, il se qualifie à la cinquième place sous un déluge de pluie. Le lendemain, il réalise un très bon départ grâce à son SREC et pointe à la troisième place après le deuxième virage, mais en tentant un dépassement le long de la ligne droite sur Mark Webber, il touche sa roue arrière et perd la moitié de son aileron avant, ce qui l'oblige à passer par les stands. Durant cet arrêt, la McLaren d'Heikki Kovalainen repart par erreur avec le tuyau de ravitaillement en essence et met furtivement le feu à la Ferrari de Räikkönen. Il ressort quatorzième de cette péripétie et finalement termine l'épreuve en sixième position au gré des abandons, perdant sa cinquième place au général en faveur de Lewis Hamilton.
Lors de la dernière manche, au Grand Prix inaugural d'Abou Dabi, il n'est pas en mesure de marquer des points et finit douzième. Néanmoins, avec 48 points, il conserve sa sixième place au championnat des pilotes, son plus mauvais classement depuis 2006, et connait sa première année sans pole position depuis 2003 et sa première année sans meilleur tour depuis 2002. Peu avant la fin de la saison, Ferrari annonce que le Finlandais ne fera plus partie de l'équipe ; alors que son contrat courait jusqu'à fin 2010. Son manager Steve Robertson annonce le 18 novembre 2009, que Räikkönen ne participera pas à la saison 2010 de Formule 1 et que son client envisage de disputer quelques manches en rallyes WRC et que des contacts sont pris avec Citroën Racing.
Il décide finalement de se tourner vers le rallye, au sein du Citroën Junior Team engagé en championnat du monde des rallyes aux côtés de Kaj Lindström.

#### 2012: retour convaincant en Formule 1 avec Lotus F1 Team

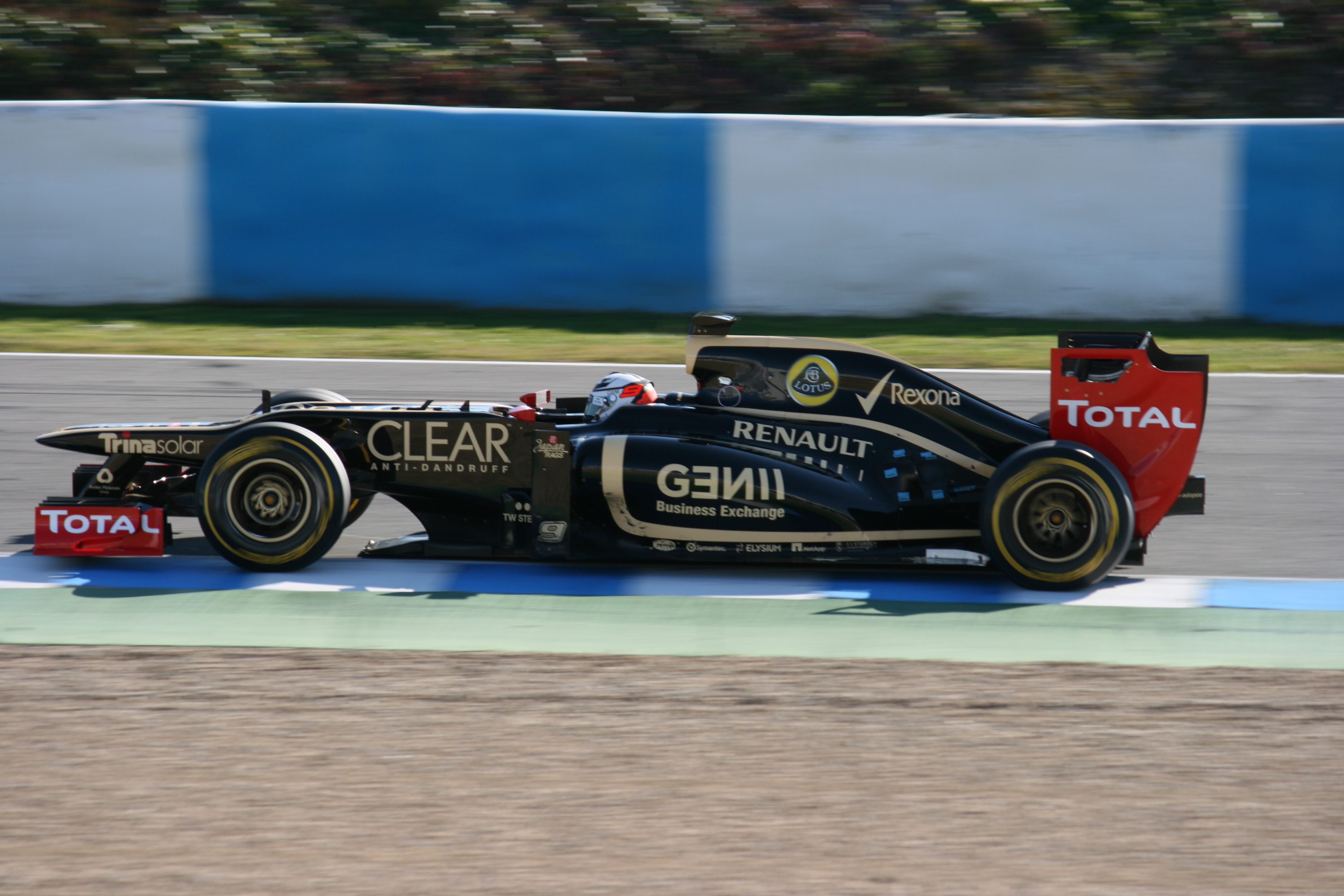
Kimi Räikkönen durant les tests à Jerez en février 2012.

Le 29 novembre 2011, bien que convoité par  Williams, Kimi Räikkönen signe un contrat d'un an avec Lotus F1 Team pour 2012, plus une option pour 2013. Il est aligné aux côtés du Français Romain Grosjean. Le 23 et 24 janvier 2012, à l'occasion de deux séances d'essais à Valence pour retrouver ses marques, il pilote une monoplace de Formule 1 pour la première fois depuis le Grand Prix d'Abou Dabi 2009.
Après des essais prometteurs durant l'hiver, le pilote finlandais aborde la saison avec enthousiasme. Au Grand Prix inaugural en Australie, il prend le départ en dix-septième position à cause d'une erreur en qualification mais se classe septième en course en gagnant trois places dans le dernier tour. En Malaisie, il obtient le cinquième temps des qualifications mais démarre l'épreuve en dixième position à cause d'une pénalité pour avoir changé sa boîte de vitesses. Au terme d'une course mouvementée et animée par la pluie, il termine cinquième et signe le meilleur tour en course. Lors du Grand Prix de Chine, Räikkönen prend le départ en quatrième position sur la grille. Il se bat longtemps pour défendre sa deuxième place acquise au quarante-et-unième tour, mais à neuf tours du terme, ses pneus complètement dégradés lui font lâcher prise et termine quatorzième, à plus de cinquante secondes du vainqueur Nico Rosberg. Ce score vierge le relègue à la huitième position du championnat, à 29 points du leader Lewis Hamilton. Une semaine plus tard à Bahreïn, il réalise son premier podium depuis son retour en Formule 1 en terminant deuxième derrière Vettel. En Espagne, il s'élance quatrième juste derrière son coéquipier, et se classe troisième à moins de quatre secondes du vainqueur Pastor Maldonado, remontant ainsi à la quatrième place du championnat et revenant à 12 points de Sebastian Vettel et Fernando Alonso. Lors du Grand Prix de Monaco, malgré des difficultés avec ses pneumatiques pendant tout le week-end, Kimi Räikkönen parvient à entrer dans les points en finissant neuvième de l'épreuve.

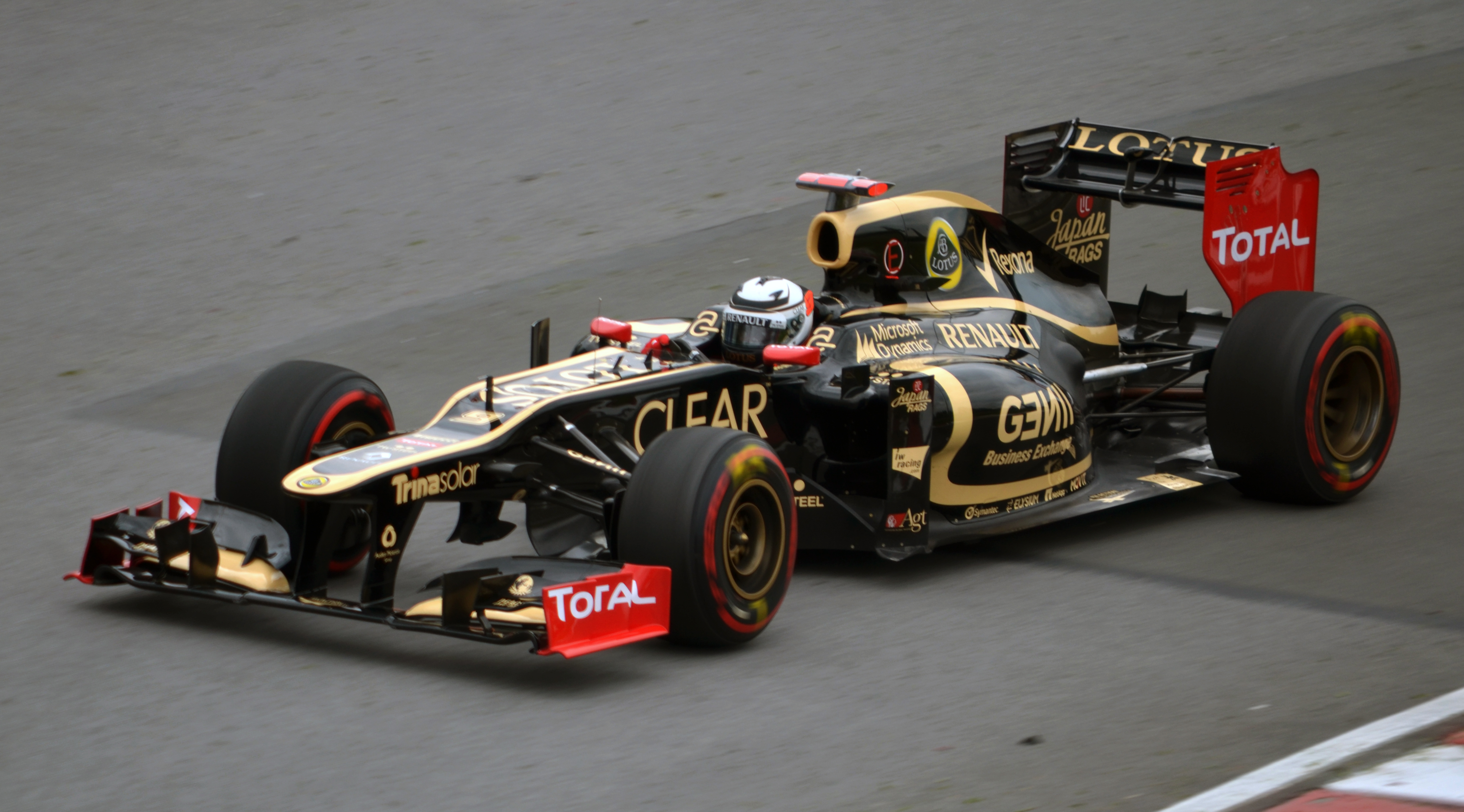
Kimi Räikkönen au Grand Prix du Canada 2012.

Au Grand Prix du Canada, après une qualification en douzième position, il adopte une stratégie à un seul arrêt en course qui lui permet de finir huitième. Avec le cinquième temps des qualifications en Europe, le Finlandais prend un bon départ mais perd des positions dans les premiers virages. Au cours de l'épreuve, il augmente son rythme pour remonter et double Lewis Hamilton dans les derniers tours, achevant le Grand Prix à la deuxième place. Lors du Grand Prix de Grande-Bretagne, il se qualifie en sixième position et termine cinquième devant son équipier Romain Grosjean. À Hockenheim, il est classé troisième à la suite de la pénalité de vingt secondes de Sebastian Vettel, alors qu'il a franchi la ligne d'arrivée en quatrième position. En Hongrie, Räikkönen se qualifie cinquième et après un début de course derrière Fernando Alonso, passe quelques tours en tête puis ressort deuxième après son dernier arrêt au stand et garde cette position jusqu'à l'arrivée.

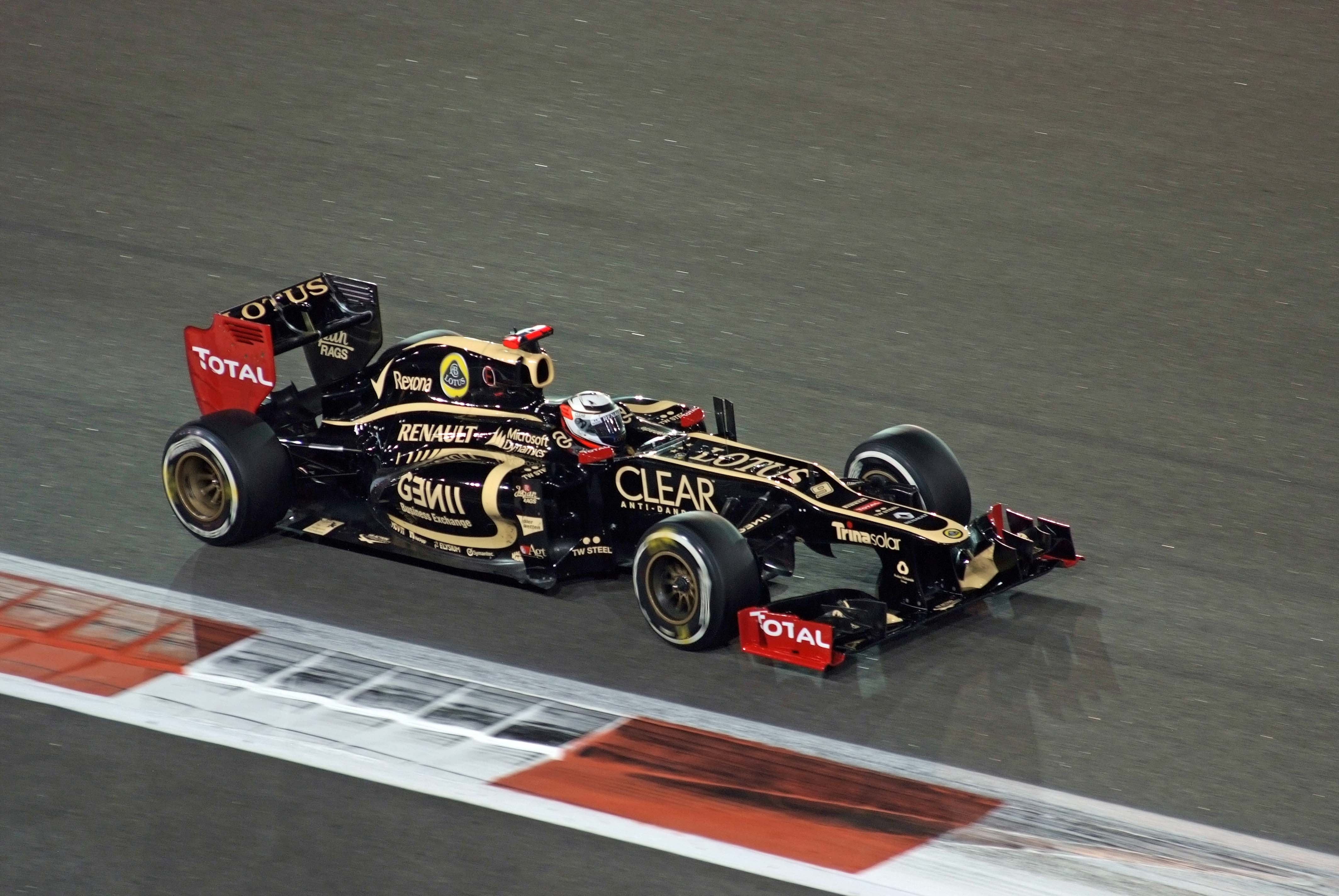
Kimi Räikkönen, vainqueur à Abou Dabi.

Au Grand Prix de Belgique après la pause estivale, il obtient son sixième podium de l'année grâce à une troisième place et se trouve à la quatrième place à 33 points du leader Alonso, alors que huit manches restent à courir ; pour son retour en Formule 1, il fait ainsi partie des prétendants au titre, mais la Lotus E20 va alors perdre en performance. En Italie, il termine cinquième de la course et, profitant des abandons de Sebastian Vettel et Mark Webber, prend la troisième position du championnat du monde derrière Fernando Alonso et Lewis Hamilton mais se retrouve à 38 points de l'Espagnol. Lors du Grand Prix de Singapour, il conserve sa troisième place au championnat malgré un week-end difficile ou il finit sixième comme au Japon. Une semaine plus tard en Corée du Sud, Kimi Räikkönen se qualifie en cinquième position et conserve cette place jusqu'au drapeau à damier. Pour son premier Grand Prix d'Inde, il se classe septième et prolonge son contrat d'un an avec Lotus. À Abou Dabi, il se qualifie à la cinquième place mais s'élance de la quatrième après le déclassement de Sebastian Vettel. Auteur d'un excellent départ, il pointe en deuxième position derrière le poleman Lewis Hamilton dès le premier virage. Il profite de l'abandon de l'Anglais pour récupérer la première place de l'épreuve et remporte sa première victoire depuis son retour dans la discipline. Cette victoire est la première d'une Lotus depuis 1987.
Au Grand Prix des États-Unis, il termine sixième devant son équipier Romain Grosjean. Lors du dernier Grand Prix de l'année au Brésil, il finit dixième d'une course qui l'aura vu faire une étrange excursion hors-piste, mais grâce à l'abandon d'Hamilton, conserve sa troisième place au championnat du monde avec 207 points. Il est le seul pilote à n'avoir jamais abandonné durant la saison, une performance qui n'avait plus été vue depuis Nick Heidfeld en 2008, et devient le pilote de Formule 1 ayant parcouru le plus grand nombre de tours et de kilomètres en une seule saison (record battu en 2016 par Daniel Ricciardo).

#### 2013: dernière année avec Lotus F1 Team

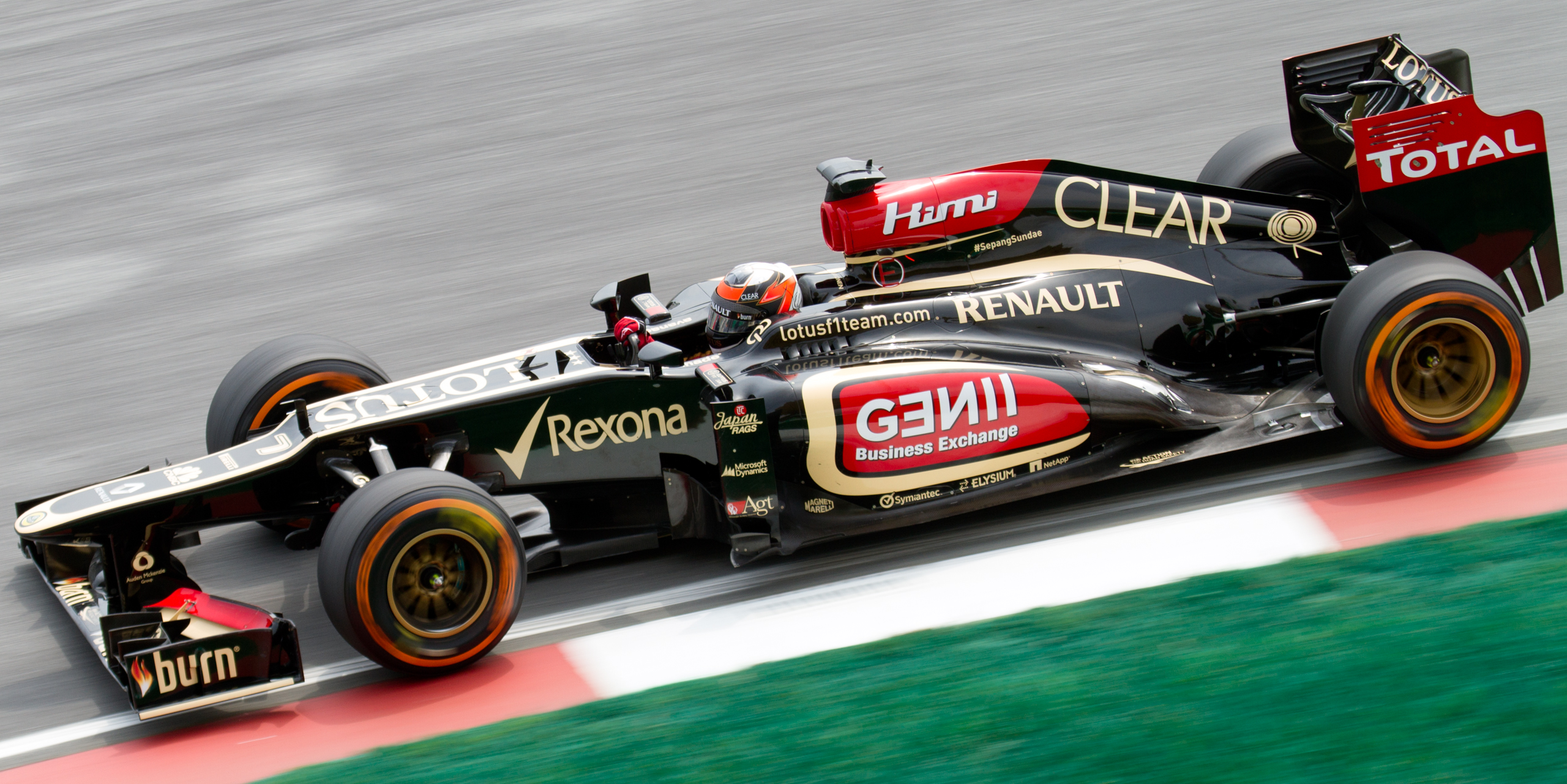
Räikkönen au Grand Prix de Malaisie 2013.

Au Grand Prix inaugural en Australie, Kimi Räikkönen s'élance en septième position pour se retrouver très rapidement quatrième. Grâce à une stratégie à deux arrêts et un rythme élevé (il réalise le meilleur tour en course), il remporte la vingtième victoire de sa carrière et égale ainsi son compatriote Mika Häkkinen. Il mène ainsi le championnat du monde pour la première fois depuis le Grand Prix de Turquie 2008. En Malaisie, septième des qualifications, il écope d'une pénalité de trois places pour avoir gêné Nico Rosberg pendant la séance qualificative et démarre dixième ; en course, il finit septième derrière son coéquipier Romain Grosjean et perd la tête du championnat au profit du vainqueur Sebastian Vettel. Lors du Grand Prix de Chine, le Finlandais se qualifie en première ligne, ce qui est une première depuis le Grand Prix de Monaco 2009 ; le lendemain en début de course, il s'accroche avec Sergio Pérez et poursuit l'épreuve avec le museau de sa monoplace endommagé. Deuxième derrière Fernando Alonso, il revient à 3 points de Sebastian Vettel au championnat. Une semaine plus tard à Bahreïn, il termine une nouvelle fois deuxième après s'être élancé huitième.
En Espagne pour le retour de la compétition en Europe, il obtient, en terminant deuxième entre les deux pilotes Ferrari, son quatrième podium de la saison. Lors du Grand Prix de Monaco, Räikkönen alors cinquième, s'accroche avec Sergio Pérez en fin d'épreuve et finit dixième. Au Canada, il connaît un week-end difficile et doit se contenter de la neuvième position et est relégué à la troisième place avec 44 points de retard sur Vettel. En terminant cinquième du Grand Prix de Grande-Bretagne, il devient le nouveau recordman du nombre d'arrivées consécutives dans les points en Formule 1 (avec 25 arrivées), depuis le Grand Prix de Bahreïn 2012. En Allemagne, alors qu'il est troisième derrière son équipier Romain Grosjean, il bénéficie d'une consigne d'équipe et revient à une seconde du leader Sebastian Vettel lors des derniers kilomètres de course ; il ne parvient pas à le doubler et se classe deuxième, comme en Hongrie, où il termine derrière la Mercedes de Lewis Hamilton mais devant Vettel et possède ainsi 38 points de retard sur le champion du monde allemand.
Sur le circuit de Spa Francorchamps, il s'élance huitième et roule dans le Top 10 lorsqu'il doit abandonner à cause d'un problème de freins qui le handicapait depuis le départ. Son premier abandon avec Lotus depuis son retour à la compétition en 2012, met fin à sa série d'arrivées consécutives dans les points dont il porte le record à 27 courses (record battu en 2018 par Lewis Hamilton). Sa série de 30 arrivées consécutives prend également fin, alors qu'il n'était plus qu'à trois unités du record de Nick Heidfeld entre 2007 et 2009. À Monza pour le Grand Prix d'Italie, il teste une nouvelle version de la Lotus E21 à empattement long mais revient à l'ancienne configuration pour les qualifications et la course. Il rate sa qualification, prend le départ depuis la onzième place de la grille et, dès les premiers mètres de l'épreuve, percute Sergio Pérez, casse son aileron avant et après son passage au stand pour réparation se retrouve dernier du classement. Il termine finalement onzième et concède un nouveau résultat vierge en deux courses, le reléguant à la quatrième place du championnat à 88 points de Vettel, lui ôtant toute chance réaliste d'être champion du monde à sept manches de la fin de saison. Cette contre-performance ne l'empêche pourtant pas de signer, trois jours plus tard, un contrat de pilote-titulaire chez Ferrari pour les saisons 2014 et 2015.

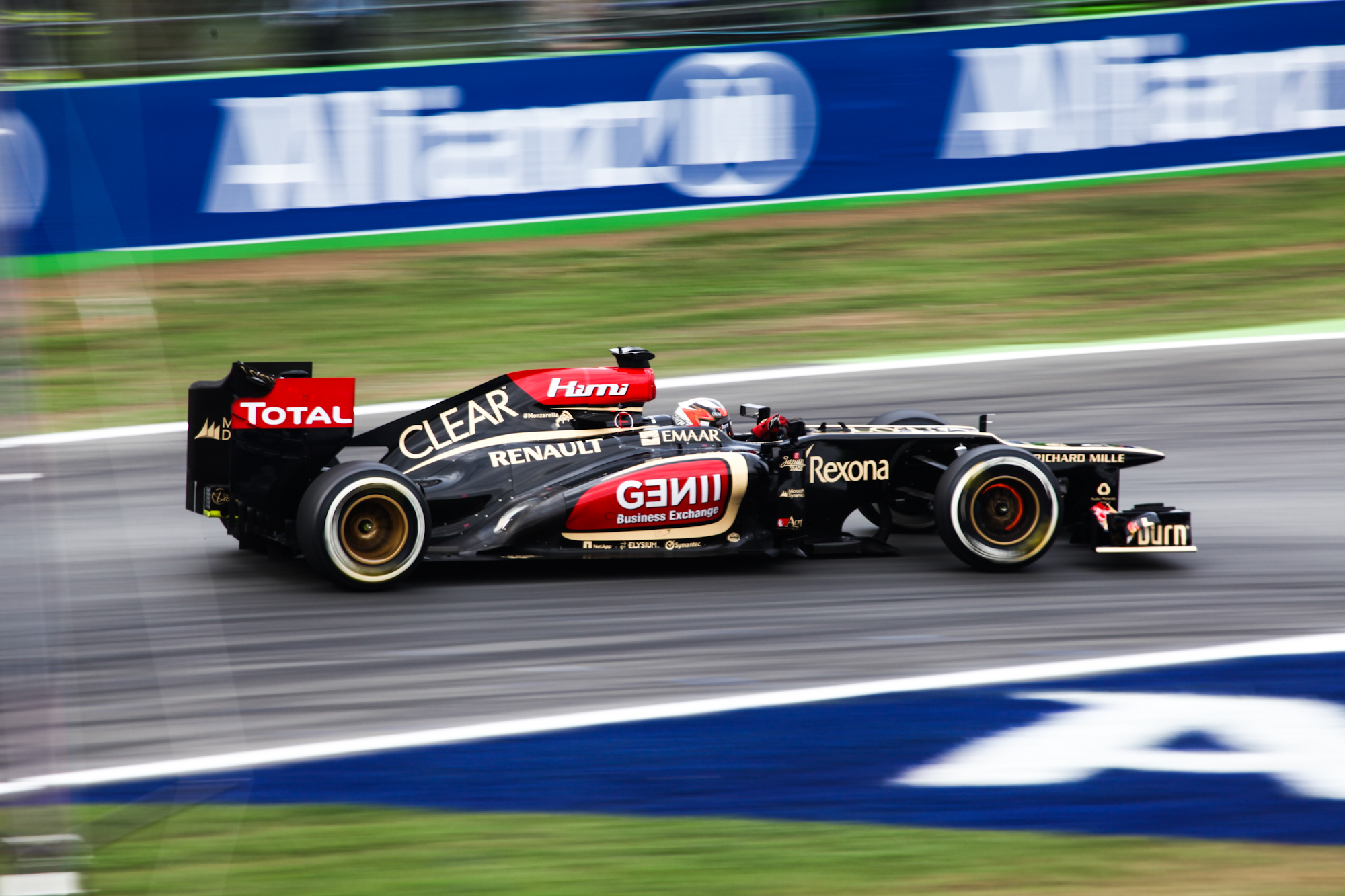
Räikkönen lors du Grand Prix d'Italie 2013.

À Singapour, Räikkönen voit se réveiller un mal de dos lors des essais libres lorsqu'il rebondit durement sur un vibreur. Il explique en avoir souffert lors des qualifications où il ne dépasse pas la deuxième phase et se place en treizième position sur la grille de départ. Le dimanche, le Finlandais maîtrise parfaitement sa course, profitant notamment de la sortie de la voiture de sécurité et effectuant plusieurs dépassements, dont un par l'extérieur sur Jenson Button, pour se classer troisième et partager le podium avec deux autres champions du monde, Fernando Alonso et Sebastian Vettel. Deux semaines plus tard au Grand Prix de Corée du Sud, neuvième sur la grille de départ, le pilote finlandais bénéficie d'une stratégie d'arrêts aux stand décalée et de deux sorties de la voiture de sécurité pour remonter ses concurrents et finir second derrière Sebastian Vettel et devant son coéquipier Romain Grosjean. Avec 167 points, il reprend à Lewis Hamilton la troisième place du classement des pilotes. Il consolide cette position avec l'abandon d'Hamilton et sa cinquième place au Japon mais perd également toute chance mathématique d'être champion du monde à quatre Grands Prix de la fin de la saison.
Au Grand Prix d'Inde, sixième sur la grille de départ, il est en difficulté en course à cause d'une mauvaise stratégie de pneus. En fin d'épreuve, alors que son rythme est largement en deçà de ses rivaux, il rechigne à laisser passer son coéquipier en lutte pour le podium. S'ensuit une conversation « musclée » avec Alan Permane à la radio durant la course (qu'il termine à la septième place) puis après l'épreuve. La semaine suivante, Kimi Räikkönen manque la journée dédiée à la presse à Abou Dabi, officiellement pour pouvoir profiter de plus de repos. La situation devient de plus en plus tendue entre le pilote et son équipe ; Räikkönen envisage même un temps de ne pas disputer la course, n'ayant toujours pas été payé et étant contrarié par l'attitude du directeur des opérations piste, Alan Permane. Plusieurs discussions se sont tenues entre le management de Lotus et le pilote qui accepte finalement de courir pour ne pas se mettre en position de casser son contrat et ainsi réclamer le salaire qui lui est dû. Lors du week-end de course, Räikkönen, après avoir réalisé le cinquième temps des qualifications, est relégué à la dernière place de la grille pour non-conformité du fond plat de sa Lotus E21 ; il abandonne après quelques hectomètres à la suite d'un accrochage avec la Caterham de Giedo Van der Garde.
Le 10 novembre 2013, Steve Robertson, manager de Kimi Räikkönen annonce que le Finlandais met fin à sa saison afin de se faire opérer du dos (le problème remonte à un accident avec Sauber en 2001) à Strasbourg le jeudi précédent le Grand Prix automobile des États-Unis 2013 et est remplacé par son compatriote Heikki Kovalainen. Depuis le Grand Prix d'Abou Dabi, Räikkönen ne pouvait dormir sans de puissants analgésiques. Robertson déclare : « Il est décevant de conclure notre relation avec Lotus de cette manière après deux saisons fructueuses mais Kimi ne peut pas se permettre de repousser cette opération plus longtemps. C'est essentiel de résoudre ce problème de dos définitivement pour commencer la saison prochaine dans les meilleures conditions. » Un certificat médical permet à Räikkönen de préserver son contrat avec Lotus : il pourra ainsi être payé normalement lorsque le management de Lotus sera en mesure de réunir la somme correspondant au salaire impayé du Finlandais,. Il est opéré avec succès à l'hôpital universitaire de Strasbourg par le docteur Afshin Gangi. En fin d'année, il termine cinquième du championnat avec 183 points ; devancé par Mark Webber et Lewis Hamilton.

#### 2014: retour difficile chez Ferrari

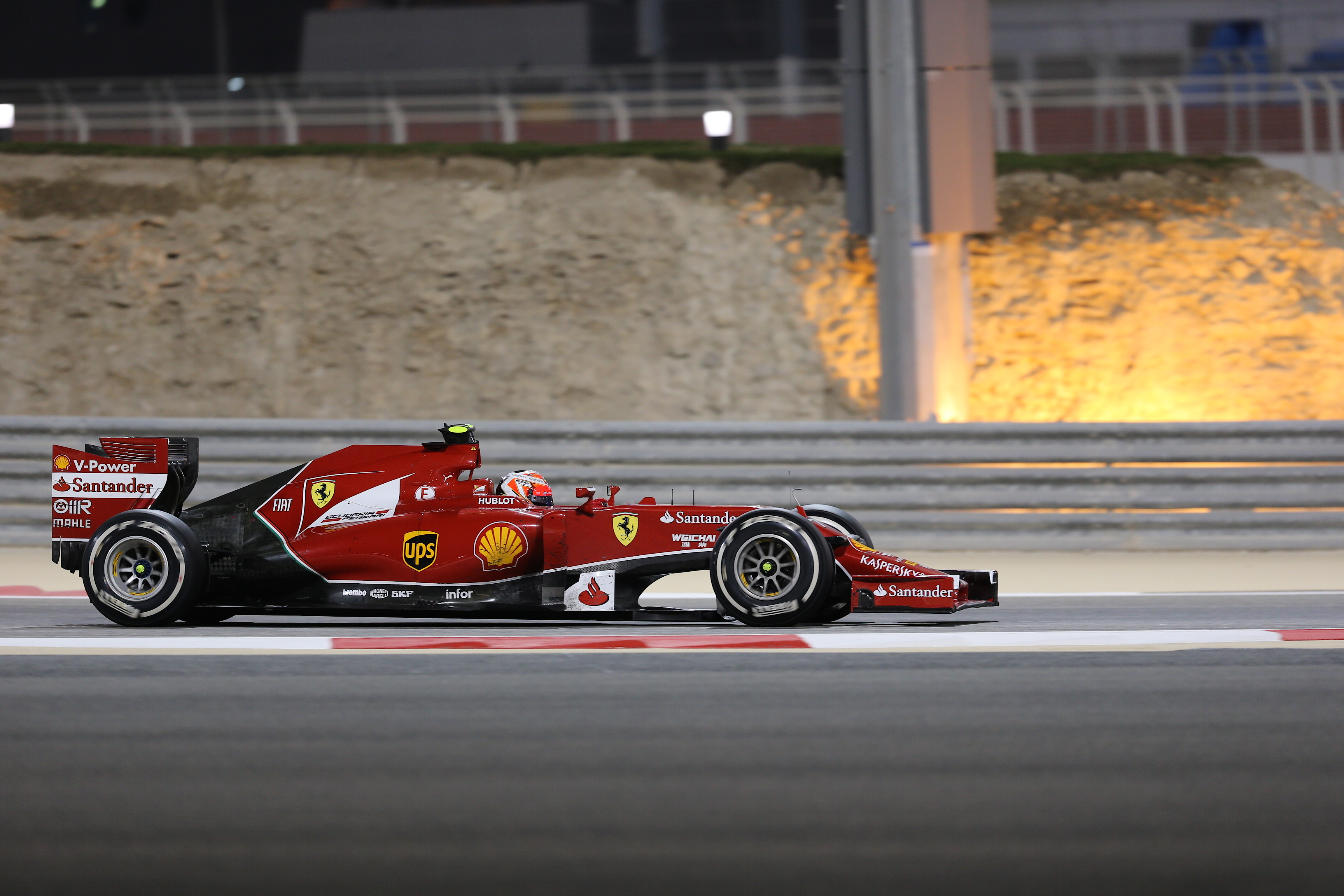
Kimi Räikkönen à Bahreïn en 2014.

Lors du Grand Prix inaugural, à Melbourne, Kimi Räikkönen se qualifie en onzième position ; le lendemain, bien qu'en délicatesse avec son système de freinage, il se classe septième du Grand Prix. En Malaisie, il se qualifie à la sixième place quand son coéquipier est quatrième sur la grille de départ. En tout début de course, victime d'une touchette avec Kevin Magnussen qui crève son pneu arrière droit, il est relégué en fond de classement ; il remonte peu à peu au fil des tours et termine l'épreuve à la douzième place, à un tour du vainqueur. Une semaine plus tard, lors du Grand Prix de Bahreïn, il bat pour la première fois de la saison son équipier Fernando Alonso en qualification ; il finit dixième de l'épreuve juste derrière Alonso. Après trois courses, il n'a inscrit que 7 points et est douzième du championnat.
Pour le retour en Europe, lors du Grand Prix d'Espagne, Räikkönen s'élance de la troisième ligne, aux côtés de Romain Grosjean et termine septième de l'épreuve, à un tour du vainqueur Lewis Hamilton. À Monaco, grâce à un bon départ, il se retrouve rapidement troisième mais est victime d'une crevaison après un contact avec Max Chilton qui le dédoublait sous régime de la voiture de sécurité ; hors des points, il réalise toutefois le meilleur tour en course en fin d'épreuve, mais est toujours douzième du championnat avec 17 points quand Alonso est troisième avec 61 points. Ni l'escapade au Canada, ni le retour du Grand Prix d'Autriche ne permettront au Finlandais de progresser, car il ne peut faire mieux que dixième. Au Grand Prix de Grande-Bretagne, il abandonne (pour l'unique fois de l'année) après une violente sortie de piste dans le premier tour de course ; l'impact a été mesuré à 47 g. Après s'être difficilement extrait de sa monoplace, il est évacué vers le centre médical du circuit où les médecins ne l'autorisent pas à participer aux essais de Silverstone qui se tiennent deux jours plus tard à cause de ses contusions aux genoux et aux chevilles.
Après les dix premiers Grands Prix, le bilan est terrible pour Kimi Räikkönen : il n'a pas fait mieux que septième en course quand Fernando Alonso accroche un podium et est un habitué du Top 6, il n'est entré que six fois dans les points (contre dix à Alonso) et ne cumule que 19 unités qui le classent douzième quand l'Espagnol est quatrième avec 97 points. Lors du Grand Prix de Hongrie, avant la pause estivale, si Alonso accroche un nouveau podium et passe près de la victoire, Räikkönen progresse et termine sixième. En Belgique, après la pause estivale, le Finlandais obtient son meilleur résultat de la saison en terminant quatrième et devance son équipier pour la première fois de la saison ; il devient le septième pilote à passer la barre des 1 000 points inscrits en Formule 1 et remonte à la dixième position du championnat. Ces deux bonnes performances ne seront, hélas pour lui, pas suivies, puisqu'il ne termine que neuvième en Italie (étant la seule Ferrari à l'arrivée), huitième à Singapour et douzième au Japon.
Au premier Grand Prix de Formule 1 de Russie, il franchit la ligne d'arrivée neuvième. Le weekend suivant au Grand Prix des États-Unis, il se classe à une anonyme treizième place. Au Brésil, parti dixième, il adopte une stratégie à deux arrêts (contre trois pour le reste du plateau) et lutte notamment contre Jenson Button et Fernando Alonso. Longtemps en mesure de se battre pour la quatrième place, un arrêt au stand manqué lui fait perdre six secondes et il termine septième de l'épreuve. Lors du dernier Grand Prix, à Abou Dabi, Kimi Räikkönen finit dixième juste derrière son coéquipier et se classe douzième du championnat avec 55 points. 2014 est sa première année sans victoire depuis 2006, ainsi que sa première saison sans podium depuis 2001.

#### 2015-2016: nouvel équipier

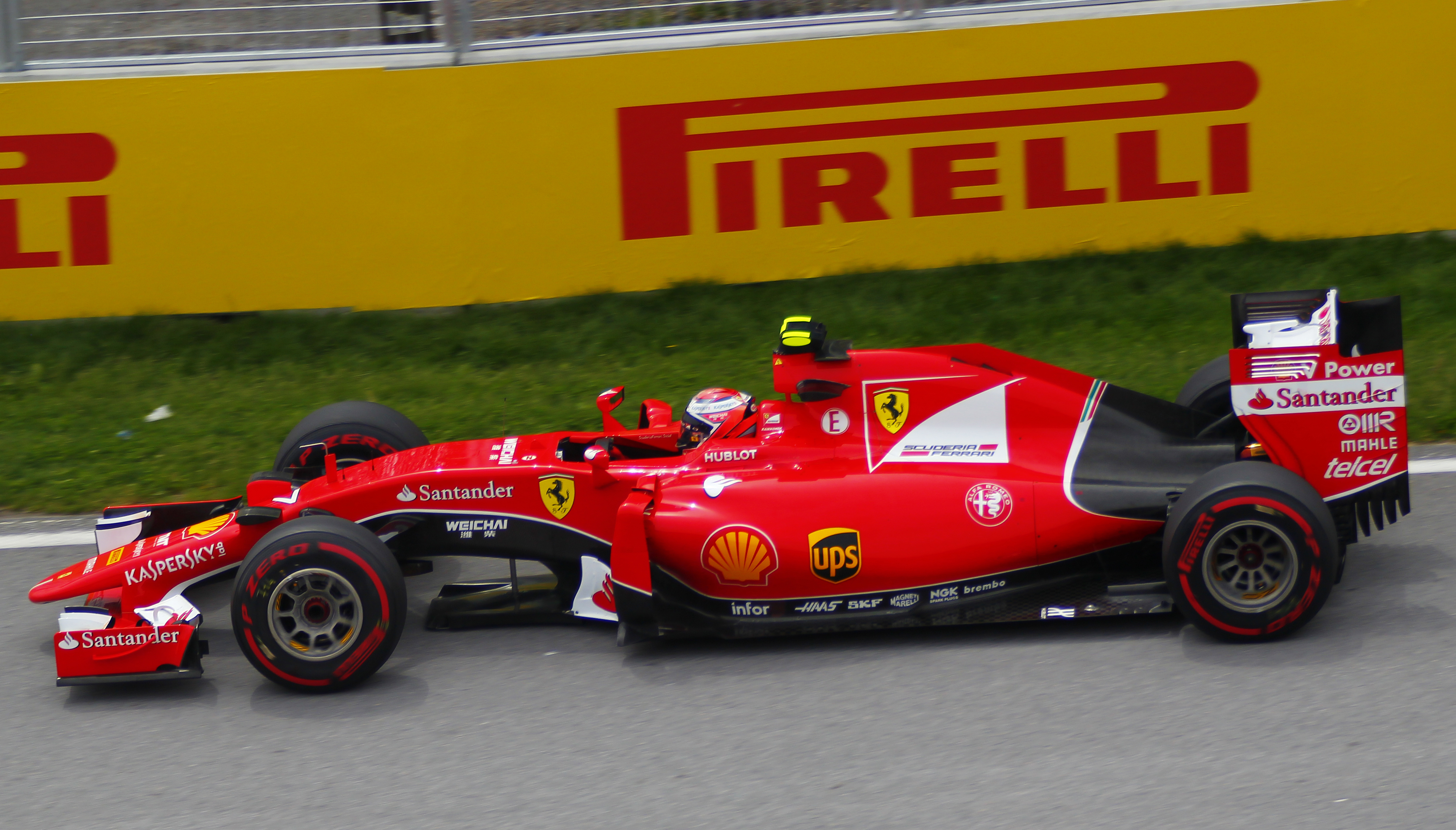
Kimi Räikkönen au Grand Prix du Canada 2015.

Pour la saison 2015, Fernando Alonso, parti chez McLaren, est remplacé par le quadruple champion du monde Sebastian Vettel en tant qu'équipier de Kimi Räikkönen chez Ferrari.
Après de bon essais hivernaux, le pilote finlandais se qualifie en cinquième position sur la grille de départ du Grand Prix d'Australie. Le lendemain, après quelques déconvenues en début d'épreuve, et alors qu'il occupe la cinquième place, il abandonne après son arrêt au stand au quarantième tour à cause d'un écrou de roue arrière mal serré. Dès le début du Grand Prix de Malaisie, duquel il s'élance onzième, Felipe Nasr le touche et crève son pneu arrière gauche, relégué en fond de classement, il remonte au fil des tours et termine quatrième quand son nouvel équipier Sebastian Vettel remporte l'épreuve. Räikkönen se classe ainsi provisoirement cinquième avec 12 points quand Vettel est déjà deuxième avec 40 points. En Chine, il finit une nouvelle fois quatrième juste derrière son coéquipier. Une semaine plus tard à Bahreïn, grâce à une stratégie décalée, il monte sur le podium en terminant deuxième derrière Lewis Hamilton. C'est son premier podium depuis son retour chez Ferrari.
Pour le retour en Europe, lors du Grand Prix d'Espagne, Kimi Räikkönen teste une nouvelle version de la Ferrari SF15-T puis revient à l'ancienne configuration pour les qualifications et la course. Septième des qualifications, il termine cinquième de l'épreuve derrière son compatriote Valtteri Bottas. À Monaco, qualifié en sixième position, il termine le Grand Prix à la même place. Au Grand Prix du Canada, pour la première fois de la saison, il bat son équipier en qualification. Le lendemain, parti en tête-à-queue à la mi-course, il finit quatrième, juste devant Vettel et réalise le quarante-deuxième meilleur tour en course de sa carrière ; il est désormais le deuxième dans cet exercice, devant Alain Prost. Les trois courses suivantes vont toutefois s'avérer plus compliquées : en Autriche, qualifié en seconde partie de grille, il perd le contrôle de sa monoplace dès les premiers hectomètres, accroche Fernando Alonso et provoque leur double abandon. En Grande-Bretagne, il finit à une faible huitième position quand Vettel est encore sur le podium. Lors du Grand Prix de Hongrie, il réalise un excellent départ depuis la troisième ligne et occupe la deuxième place dès le premier tour de course, derrière son coéquipier Vettel, également très bien parti ; il abandonne à cause d'un problème d'ERS à quinze tours de l'arrivée et est relégué à la cinquième place du championnat avec 76 points quand Sebastian Vettel est troisième avec 160 points. En Belgique, Räikkönen prolonge son contrat d'un an avec Ferrari et finit septième de la course.
Il obtient ensuite son deuxième podium de l'année en terminant troisième du Grand Prix de Singapour, épreuve remportée par son équipier. Au Japon, il termine derrière Vettel à la quatrième place. En Russie, cinquième des qualifications, il prend un bon départ et passe troisième derrière les Mercedes. En fin d'épreuve, il lutte pour le podium contre Valtteri Bottas et Sergio Pérez et, en effectuant une manœuvre de dépassement, il percute Bottas qui abandonne et franchit la ligne d'arrivée cinquième ; il est pénalisé de trente secondes et déclassé à la huitième place. Aux États-Unis, il s'élance dix-huitième après une pénalité pour avoir changé des éléments de son groupe propulseur et abandonne en course sur un problème de freins. Lors du Grand Prix du Mexique, il abandonne également après un nouveau contact avec son compatriote finlandais, lequel termine sur le podium et lui ravit la quatrième place du championnat. Au Brésil, il termine quatrième derrière Vettel et leurs positions s'échangent lors du dernier Grand Prix de la saison, où le Finlandais signe son troisième podium de la saison. Räikkönen se classe finalement quatrième du championnat avec 150 points.

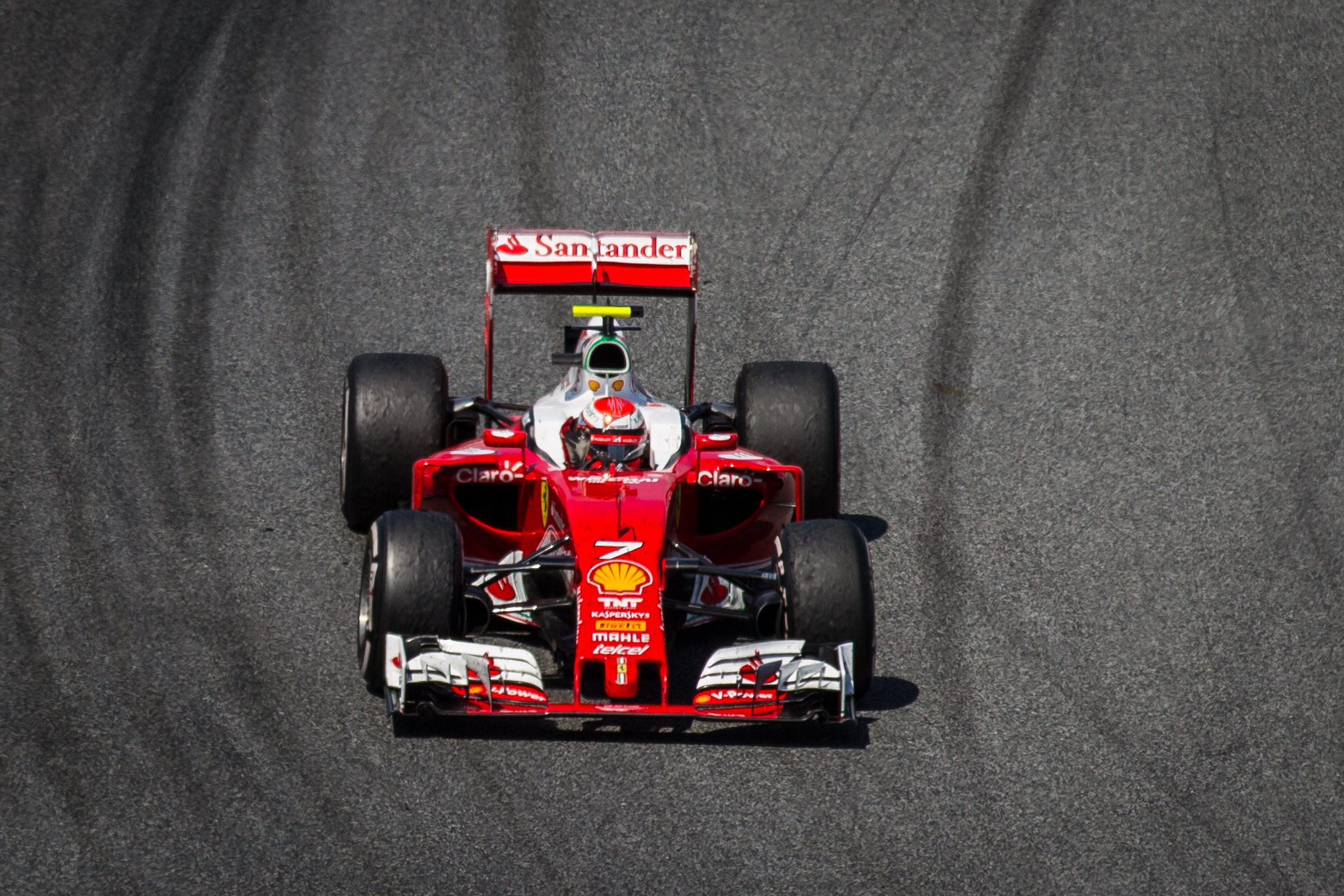
Kimi Räikkönen au Grand Prix d'Espagne 2016.

Pour la manche inaugurale de la saison 2016, Kimi Räikkönen réalise un excellent départ depuis la deuxième ligne et occupe la deuxième place dès le premier tour de course, derrière son coéquipier Sebastian Vettel ; il abandonne à cause d'un problème moteur à la mi-course. À Bahreïn, il finit deuxième entre les deux pilotes Mercedes ; ce résultat lui permet de dépasser Ayrton Senna au classement des pilotes de Formule 1 par nombre de podiums. Il se classe provisoirement quatrième du championnat. En Chine, le Finlandais, touché par son équipier lors du premier virage après une tentative de dépassement de la Red Bull de Daniil Kvyat, passe par les stands pour changer son aileron avant ; relégué en fond de classement, il remonte au fil des tours pour terminer cinquième. Au Grand Prix de Russie, il franchit la ligne d'arrivée troisième derrière les Mercedes et obtient son deuxième podium de l'année, le 700e de son écurie.
Lors du Grand Prix d'Espagne, qui marque le début de la saison européenne, Räikkönen se qualifie en cinquième position. Le lendemain, grâce à une stratégie à deux arrêts et un bon rythme de course, il revient à une seconde du leader Max Verstappen mais ne parvient pas à le doubler et se classe deuxième. Il est à ce moment-là deuxième du championnat avec 61 points, à 39 points de Nico Rosberg. Mais à Monaco, il tape le rail à l'épingle du Loews et abandonne quelques mètres plus loin et échange sa place de deuxième avec Lewis Hamilton. Au Canada, qualifié en sixième position, il termine le Grand Prix à la même place. Après une quatrième place pour le retour du Grand Prix d'Europe vient le Grand Prix d'Autriche, où, qualifié en sixième position, il bénéficie des pénalités de Rosberg et Vettel pour s'élancer quatrième ; le lendemain, il se classe troisième de l'épreuve après être revenu sur Max Verstappen en fin de course et signe son quatrième podium de la saison. Le 8 juillet 2016, la Scuderia Ferrari annonce que le contrat de Kimi Räikkönen avec l'écurie de Maranello est prolongé d'une année supplémentaire. Deux jours plus tard, à Silverstone, il termine cinquième, nettement devant Vettel, neuvième, et en profite pour le repasser au championnat. Lors du Grand Prix de Hongrie, malgré un weekend difficile, il finit sixième, comme en Allemagne, et conserve sa quatrième place au championnat avant la pause estivale.
En Belgique, lors du départ, il percute son coéquipier après une manœuvre kamikaze de Max Verstappen à l'épingle de La Source. Il passe par les stands, repart dernier et remonte jusqu'à la neuvième place. En Italie, à Singapour et en Malaisie, le Finlandais termine à chaque fois quatrième. Une semaine après la manche malaisienne, lors du Grand Prix du Japon, il est troisième des qualifications mais s'élance depuis la huitième position à cause d'une pénalité pour avoir changé sa boîte de vitesses et finit cinquième, derrière Sebastian Vettel. Lors du Grand Prix des États-Unis, il abandonne après son arrêt au stand au 38e tour à cause d'un écrou de roue arrière mal serré, mettant fin à une série de onze Grands Prix consécutifs dans les points. Après une sixième place au Mexique, il abandonne sous la pluie brésilienne après être parti à la faute, puis termine encore sixième lors du dernier Grand Prix de la saison.
Au terme de l'année, Kimi Räikkönen termine sixième du championnat avec 186 points, à 26 points de son équipier, nettement moins qu'en 2015. S'il ne l'a pas devancé après deux saisons de cohabitation, beaucoup d'observateurs estiment que Räikkönen a retrouvé un niveau proche de son apex, à l'inverse des deux saisons précédentes.

#### 2017: septième saison en rouge

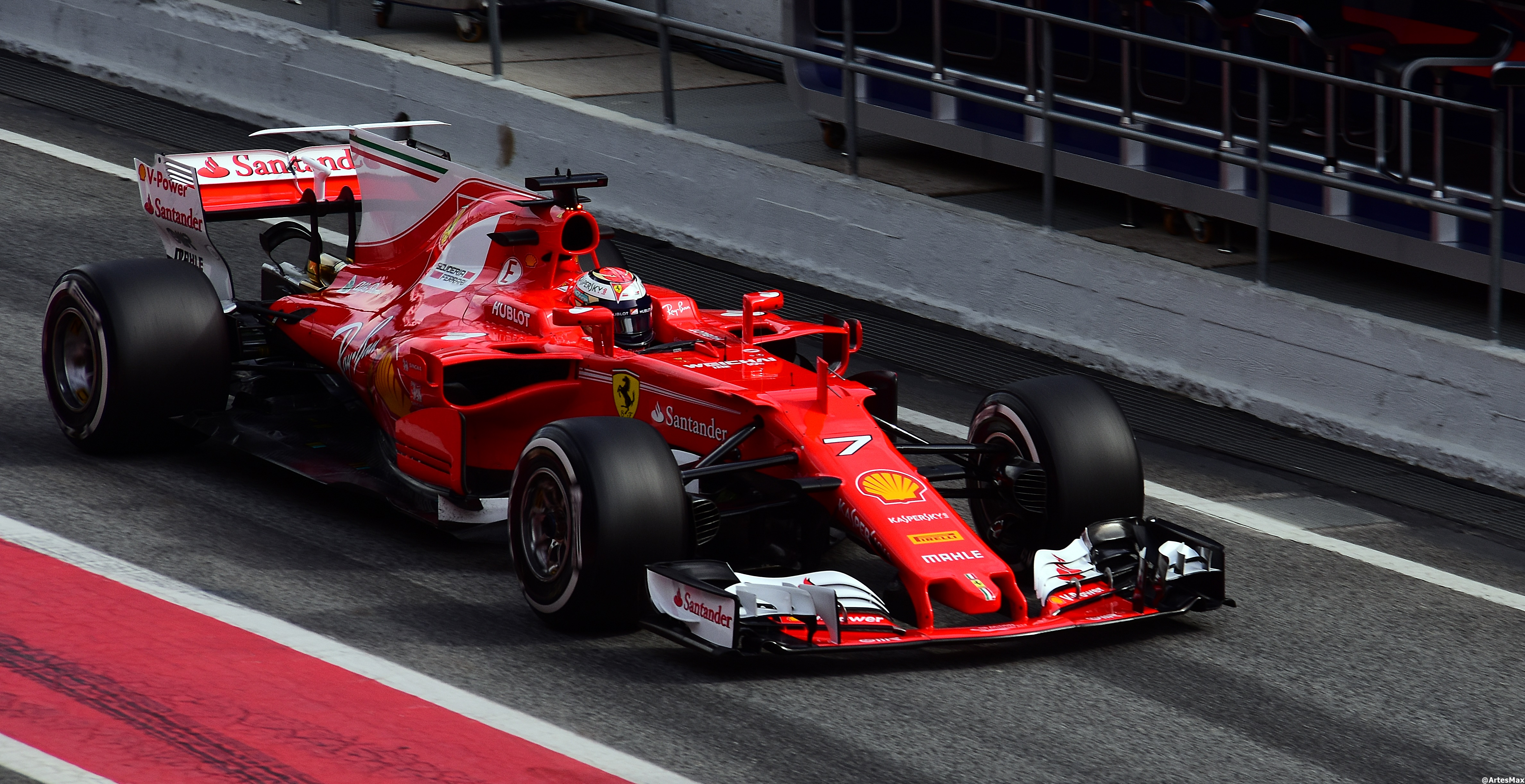
Räikkönen durant les tests à Barcelone en février 2017.

Lors de la première course de la saison, au Grand Prix d'Australie, Kimi Räikkönen termine quatrième quand son équipier remporte l'épreuve. Qualifié à la quatrième place en Chine, il effectue un départ moyen qui lui vaut d'être dépassé instantanément par Ricciardo. Il se classe cinquième du Grand Prix. Une semaine plus tard, au Grand Prix de Bahreïn remporté par son coéquipier, il se classe quatrième après être revenu sur Bottas. En Russie, il se qualifie en première ligne ; le lendemain, il monte sur le podium en terminant troisième et réalise le meilleur tour en course en fin d'épreuve.
En Espagne, pour le retour de la compétition en Europe, Räikkönen abandonne dès le premier virage après un contact avec Valtteri Bottas et Max Verstappen. Dans les tribunes, un garçon de six ans habillé aux couleurs Ferrari fond en larmes devant les caméras de télévision. Le personnel de la Scuderia conduit alors le petit Thomas dans l'hospitalité Ferrari où il rencontre son champion, visite le paddock et les stands avant de répondre à de nombreuses interviews au pied du podium. Au Grand Prix de Monaco, il obtient la pole position, ce qui, avec un écart de 8 ans 11 mois et 6 jours entre deux pole positions, constitue un nouveau « record ». Le lendemain, grâce à une seconde place derrière Vettel, il permet à Ferrari de réaliser son premier doublé depuis 2010. Au Canada, le Finlandais finit septième après un début difficile et des soucis de freins dans les derniers tours. Pour la première fois de l'année, en Grande-Bretagne, il bat son équipier sur l'intégralité du weekend et se classe troisième. En Hongrie, en terminant second derrière son coéquipier, il monte sur son huitième podium sur le  Hungaroring et bat ainsi les records de Michael Schumacher et Ayrton Senna. Le 22 août 2017, durant la pause estivale, la Scuderia Ferrari annonce qu'elle le reconduit pour la saison 2018.
Au Grand Prix de Belgique, il termine quatrième après avoir reçu une pénalité pour avoir ignoré un drapeau jaune en début de course. À Singapour, il abandonne dès les premiers mètres après une collision avec Max Verstappen et Sebastian Vettel. Lors du Grand Prix de Malaisie, il abandonne sur casse moteur durant le tour de formation. Une semaine plus tard, au Japon, sixième des qualifications, il s'élance depuis la onzième position à cause d'une pénalité pour avoir changé sa boîte de vitesses et finit cinquième, derrière Valtteri Bottas. Il retrouve le podium en terminant troisième du Grand Prix des États-Unis après une sanction à l'encontre de Verstappen pour un dépassement hors piste. Cinquième des qualifications au Mexique, Räikkönen perd des places dans les premiers virages ; il augmente son rythme pour remonter et obtient le quatre-vingt-dixième podium de sa carrière avec la troisième place. Au Brésil, qualifié troisième, il termine la course à la même position en résistant à Lewis Hamilton. Lors du dernier Grand Prix de la saison, à Abou Dabi, il finit au pied du podium et se classe quatrième du championnat avec 205 points ; il atteint pour la deuxième fois de sa carrière la barre des 200 points après 2012 avec Lotus F1 Team.

#### 2018: dernière année avec Ferrari

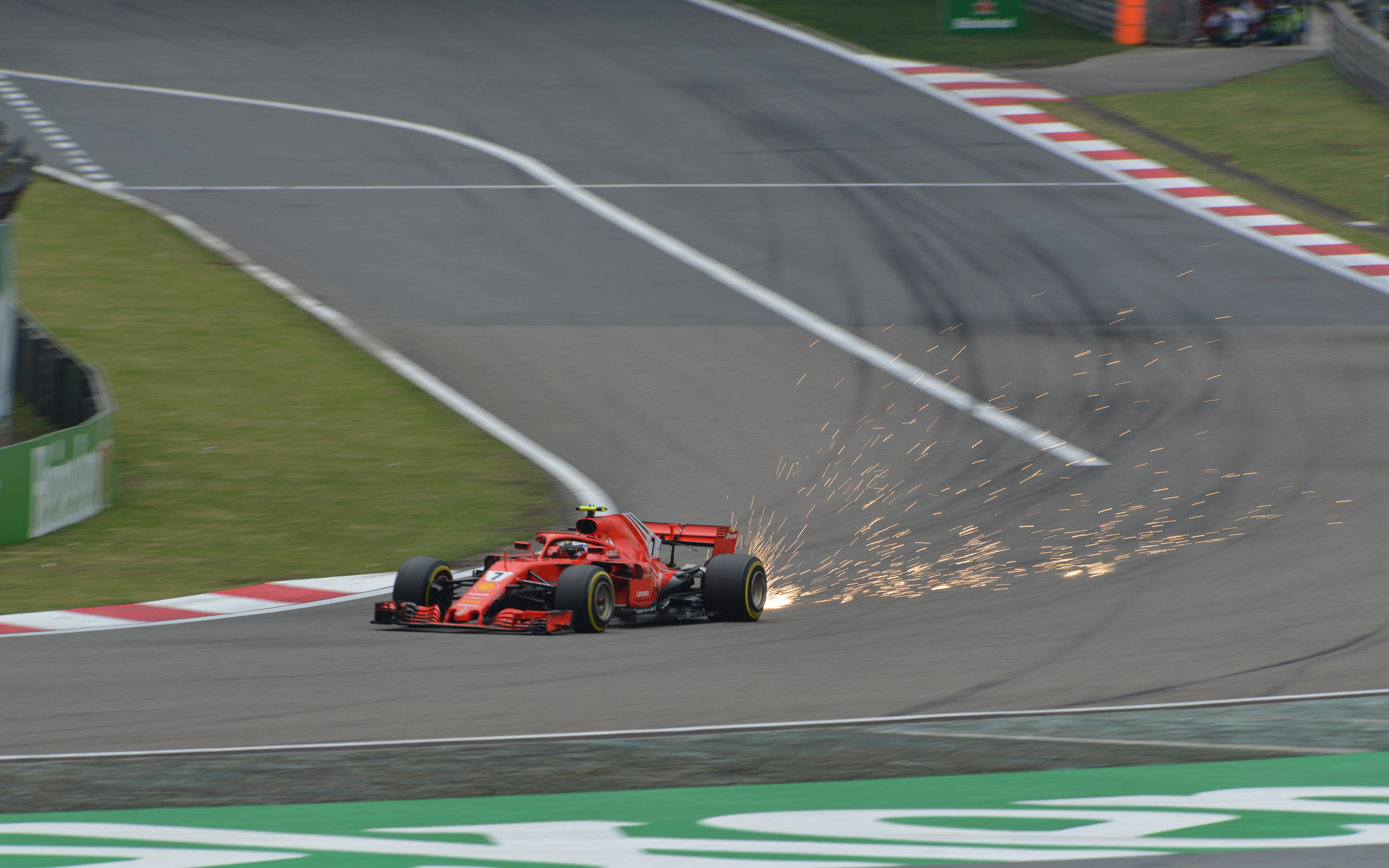
Räikkönen lors des qualifications du Grand Prix de Chine 2018.

Qualifié en deuxième position derrière Lewis Hamilton lors du Grand Prix inaugural en Australie, Kimi Räikkönen termine troisième quand son équipier remporte l'épreuve. À Bahreïn, alors qu'il occupe la troisième position, libéré hâtivement par son stand lors d'un changement de pneumatiques, il renverse un de ses mécaniciens et abandonne dans la foulée à cause d'un écrou de roue arrière mal serré. Une semaine plus tard, au Grand Prix de Chine, il s'élance en première ligne mais se retrouve quatrième dès la fin du premier tour ; une stratégie à un seul arrêt combinée à l'intervention opportune de la voiture de sécurité lui permet d'obtenir la troisième place. En Azerbaïdjan, il entre en collision avec Esteban Ocon dès les premiers hectomètres et passe par les stands pour changer son aileron avant ; sixième durant la majeure partie de la course, il bénéficie de l'intervention de la voiture de sécurité pour effectuer un dernier changement de pneus et passe quatrième ; il profite d'une erreur de son coéquipier puis de la crevaison de Valtteri Bottas pour finir deuxième.
Son abandon à la mi-course du Grand Prix d'Espagne provoque sa chute au quatrième rang du championnat. À Monaco, qualifié quatrième, Räikkönen termine le Grand Prix à la même place. Deux semaines plus tard, au Grand Prix du Canada, cinquième des qualifications après une erreur dans son ultime tentative, il perd une place au départ au profit de Daniel Ricciardo et se classe sixième. Au cœur de l'été, il monte sur cinq podiums consécutifs et prend la troisième position du championnat. Au Grand Prix de Belgique, après la pause estivale, il s'élance sixième ; en course, victime indirecte du carambolage du départ, il abandonne après quelques tours. En Italie, le Finlandais, en obtenant la pole position en 1 min 19 s 119 à 263,588 km/h, réalise le tour le plus rapide de l'histoire de la Formule 1 et bat le record de Juan Pablo Montoya établi sur le même circuit en 2004 en 1 min 19 s 525 à 260,395 km/h (record battu en 2020 par Lewis Hamilton),,. Le lendemain, en franchissant la ligne d'arrivée deuxième, il devient le cinquième pilote à obtenir au moins cent podiums en Formule 1.
Le 11 septembre, Ferrari annonce qu'elle ne renouvelle pas le contrat de Räikkönen pour 2019. « Durant toutes ces années, la contribution de Kimi à l'équipe, aussi bien en tant que pilote que pour ses qualités humaines, a été fondamentale. Il a joué un rôle décisif dans la progression de l'équipe et a été dans le même temps, un grand joueur collectif. En tant que champion du monde pour la Scuderia, il fera toujours partie de son histoire et de sa famille. Nous remercions Kimi pour tout cela et lui souhaitons ainsi qu'a sa famille un futur prospère. » Il est remplacé par Charles Leclerc et, dans un échange d'une parfaite symétrie, rejoint, en 2019 Sauber, l'écurie avec laquelle il a débuté en 2001,. En Russie et au Japon, il obtient les points de la quatrième et cinquième place. Lors du Grand Prix des États-Unis, il remporte son unique victoire depuis son retour chez Ferrari et devient avec vingt-et-un succès, le Finlandais le plus victorieux en Formule 1 devant Mika Häkkinen,. Il établit également le nouveau record du plus grand nombre de Grands Prix entre deux victoires : 114 courses du Grand Prix d'Australie 2013 avec Lotus, à son succès au volant de la Ferrari SF71H sur le circuit des Amériques. Pour sa dernière course avec la Scuderia à Abou Dabi, il abandonne en début d'épreuve et se classe troisième du championnat avec 251 points.

#### 2019: transfert chez Alfa Romeo Racing

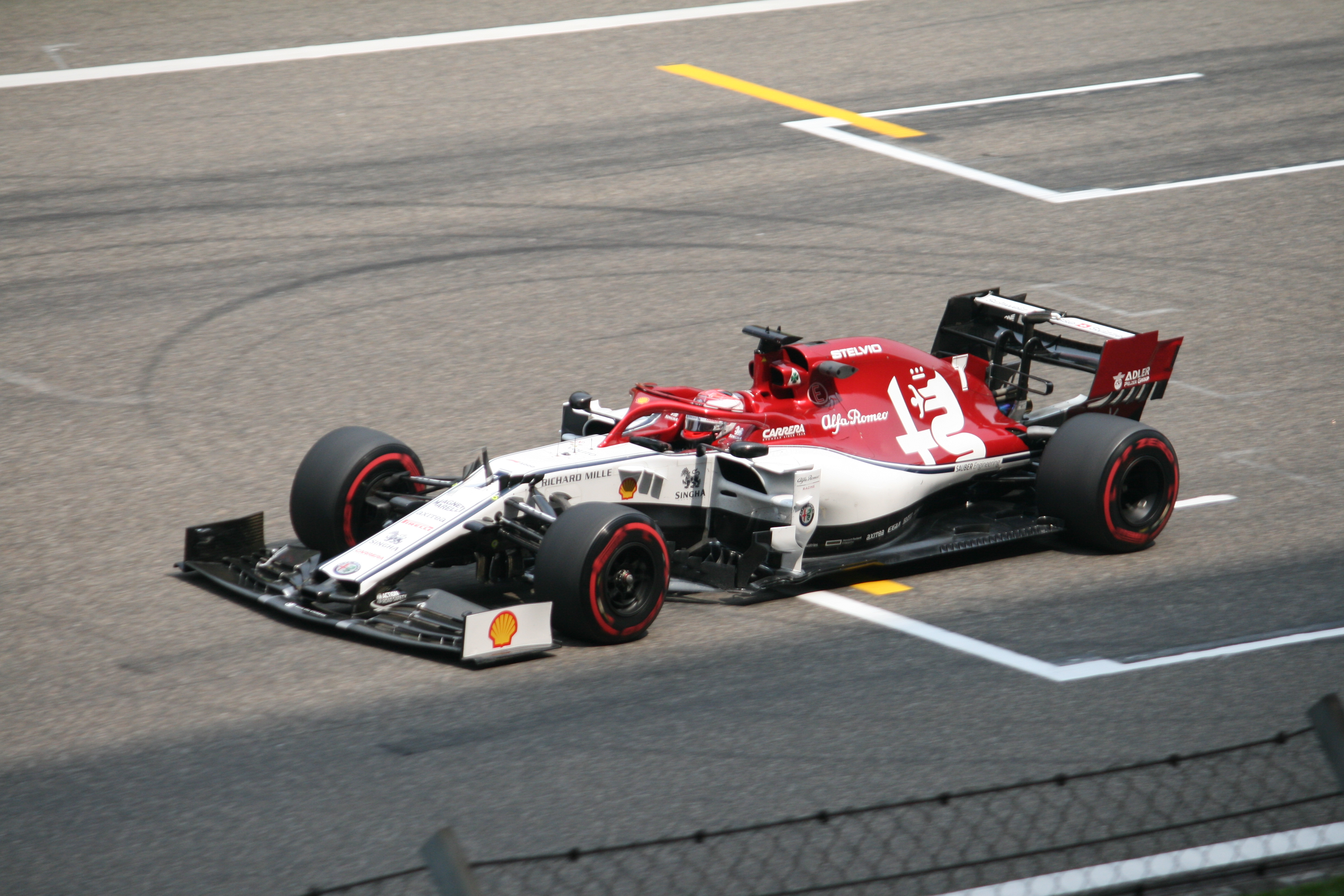
Kimi Räikkönen au Grand Prix de Chine 2019.

Au Grand Prix inaugural en Australie, Kimi Räikkönen se qualifie en neuvième position et gagne une place en course. À Bahreïn, il récolte les points de la septième place après une bataille avec le débutant Lando Norris. En Azerbaïdjan, disqualifié des qualifications pour non-conformité de son aileron avant, il doit s'élancer de la voie des stands ; en course, il termine dixième. En Espagne, après une erreur dans le premier tour, il termine pour la première fois hors des points, à la quatorzième position. Pour son 300e départ, au Grand Prix de France, le pilote finlandais finit septième et remonte à la huitième place du championnat. Une semaine plus tard, lors du Grand Prix d'Autriche, après un bon départ, il franchit la ligne d'arrivée neuvième devant son coéquipier Antonio Giovinazzi.
Il réalise la meilleure qualification d'Alfa Romeo Racing depuis son retour dans la discipline en prenant la cinquième place du Grand prix d'Allemagne. Au terme d'une course mouvementée et animée par la pluie, il termine septième mais reçoit une pénalité de trente secondes pour une irrégularité de l'embrayage lors du départ et est reclassé douzième,. En Hongrie, il s'élance de la cinquième ligne, aux côtés de Romain Grosjean et finit septième de l'épreuve, à un tour du vainqueur Lewis Hamilton. À Singapour, il abandonne en fin d'épreuve après avoir été percuté par Kvyat qui tentait de le dépasser. En Russie, il connaît un weekend difficile qui se solde par un drive-through pour faux départ. Après sept courses hors des points, Räikkönen obtient son meilleur résultat de l'année, lors du Grand Prix du Brésil, grâce à une quatrième place et se classe ainsi douzième du championnat avec 43 points.

#### 2020-2021: dernières saisons en Formule 1 avec Alfa Romeo Racing

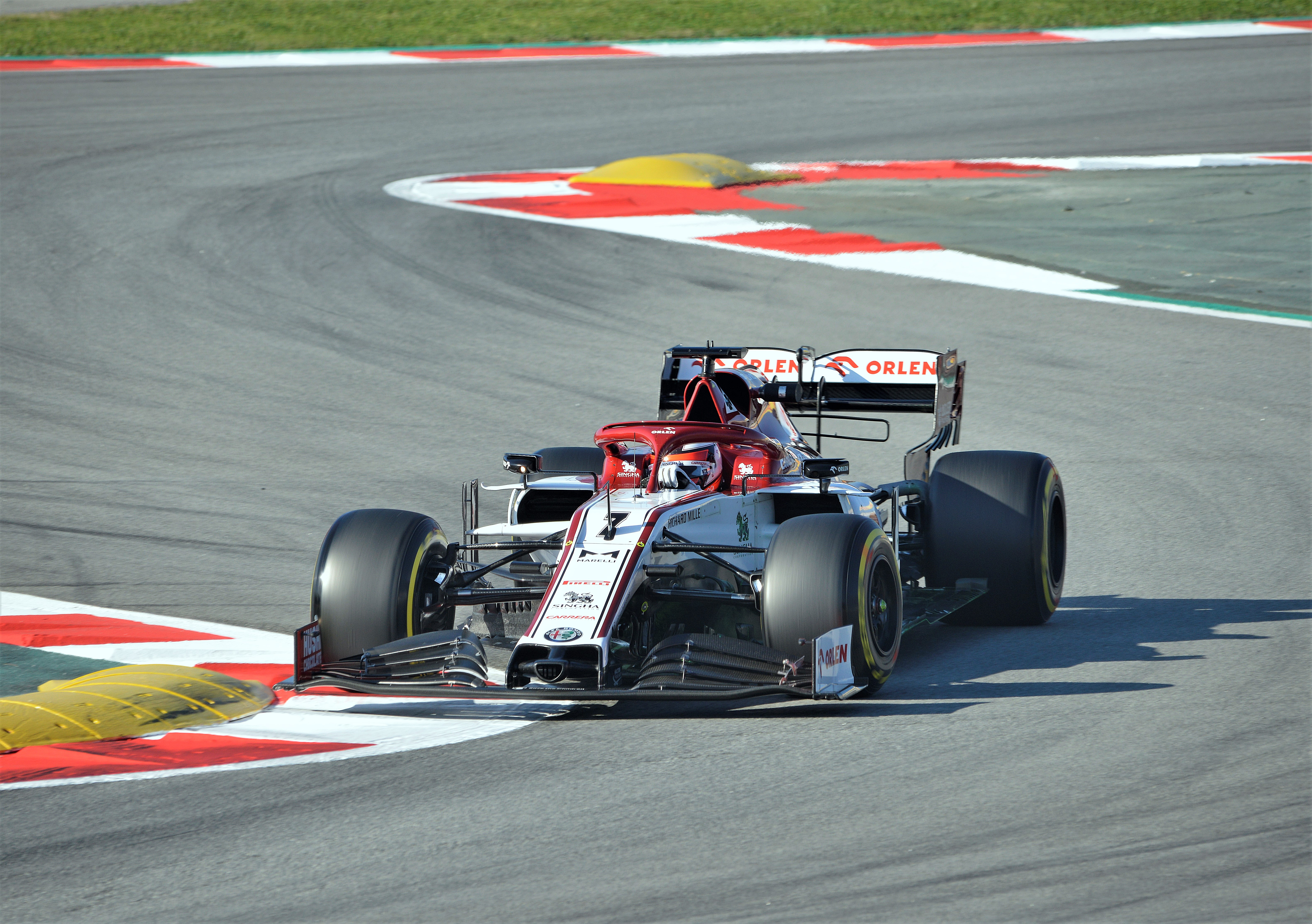
Räikkönen durant les tests à Barcelone en février 2020.

La pandémie de Covid-19 perturbe fortement le championnat 2020, comme l'ensemble des manifestations sportives dans le monde ; si bien que la saison débute en Autriche le 5 juillet. Durant la première épreuve de la saison, Kimi Räikkönen se qualifie en dernière ligne et abandonne en course après la perte de sa roue avant-droite mal fixée. En Grande-Bretagne, il connaît un weekend compliqué et se classe dernier à la suite de la défaillance de son aileron avant. Après avoir battu, lors de l'épreuve précédente, le record du nombre de tours en course en Formule 1, le Finlandais établit en Espagne, le nouveau record du nombre de kilomètres parcourus en Grand Prix avec 84 013 km ; plus de deux fois la circonférence de la Terre (records battus en 2022 par Fernando Alonso). Lors du Grand Prix de Toscane, il profite d'une course à rebondissements pour inscrire ses premiers points de l'année grâce à une neuvième place. À l'occasion du Grand Prix de l'Eifel, où il se classe douzième, il devient le nouveau recordman du nombre de départs dans la discipline en devançant Rubens Barrichello (record battu en 2022 par Alonso). Sur le circuit d'Imola, qui fait son retour au calendrier après quatorze ans d'absence, il finit neuvième et prolonge son contrat d'un an avec Alfa Romeo. Au terme de la saison, Kimi Räikkönen termine seizième du championnat avec 4 points, son pire classement depuis ses débuts avec Sauber en 2001.
Lors du Grand Prix inaugural à Bahreïn, Räikkönen se qualifie en fond de grille ; en course, il remonte au fil des tours et termine onzième. Neuvième sous le drapeau à damier du Grand Prix d'Émilie-Romagne, au terme d'une épreuve mouvementée et animée par la pluie, il reçoit une pénalité de trente secondes et est reclassé treizième. Au Portugal, sujet à un moment d'inattention, il percute son coéquipier Antonio Giovinazzi et arrache son aileron avant qui se coince sous son fond plat ; le Finlandais privé d'appui, sort de la piste et abandonne. En Azerbaïdjan, qualifié à la quatorzième position, il profite de divers incidents de course pour marquer son premier point de la saison en franchissant la ligne d'arrivée dixième. Au Grand Prix d'Autriche, il est pénalisé d'un drive-through pour avoir provoqué une collision sur Sebastian Vettel lors du dernier tour de l'épreuve ; cette sanction ne pouvant pas être appliquée, elle est transformée, après l'arrivée, en pénalité de vingt secondes ajoutées à son temps de course, ce qui le reclasse quinzième. Onzième sous le drapeau à damier en Hongrie, il bénéfice d'une pénalité infligée à Vettel pour obtenir la dixième place. Le 1er septembre 2021, à l'occasion du Grand Prix des Pays-Bas, il annonce qu'il prendra sa retraite de pilote de Formule 1 à la fin de l'année. Positif au Covid-19, il ne prend pas part aux deux courses suivantes, où il est remplacé par Robert Kubica,. De retour en Russie, il connaît un weekend solide qui se solde par les points de la huitième place, comme à Mexico. Pour son dernier Grand Prix à Abou Dabi, à son 350e départ, est inscrit sur les flancs de son Alfa Romeo C41 : « Dear Kimi, we will leave you alone now » (Cher Kimi, on va te laisser tranquille maintenant), référence à son « Leave me alone » adressé à son ingénieur de chez Lotus-Renault, alors qu'il roulait vers la victoire à Abou Dabi en 2012. Kimi Räikkönen abandonne sur problème de frein après vingt-cinq tours de course et se classe seizième du championnat, avec 10 points.

#### Résultats en championnat du monde de Formule 1
À l'issue du Grand Prix automobile d'Abou Dabi 2021 :
- 19 saisons de Formule 1 ;
- champion du monde en 2007 ;
- 349 Grands Prix ;
- 44 départs en 1re ligne ;
- 18 pole positions ;
- 21 victoires ;
- 103 podiums ;
- 46 meilleurs tours ;
- 2 hat tricks ;
- 1 873 points ;
- 37 deuxièmes places ;
- 45 troisièmes places ;
- 219 arrivées dans les points ;
- 71 abandons ;
- 1 305 tours en tête ;
- 6 614 kilomètres en tête ;
- 18 621 tours parcourus ;
- 92 636 kilomètres parcourus ;
- Débuts : Grand Prix d'Australie 2001, sur le circuit de Melbourne, le 4 mars 2001 – 6e
- Première victoire : Grand Prix de Malaisie 2003, sur le circuit de Sepang, le 23 mars 2003
- Première pole position : Grand Prix d'Europe 2003, sur le Nürburgring, le 29 juin 2003
- Premier hat trick : Grand Prix d'Australie 2007, sur le circuit de Melbourne, le 18 mars 2007

| Saison | Écurie                    | Châssis                        | Moteur                   | Pneus       | GP disputés | Pole positions | Victoires | Podiums | Meilleurs tours | Dans les points | Abandons | Points inscrits | Classement |
| ------ | ------------------------- | ------------------------------ | ------------------------ | ----------- | ----------- | -------------- | --------- | ------- | --------------- | --------------- | -------- | --------------- | ---------- |
| 2001   | Red Bull Sauber Petronas  | Sauber C20                     | Petronas V10             | Bridgestone | 16          | 0              | 0         | 0       | 0               | 4               | 6        | 9               | 10e        |
| 2002   | West McLaren Mercedes     | McLaren MP4-17                 | Mercedes V10             | Michelin    | 17          | 0              | 0         | 4       | 1               | 6               | 11       | 24              | 6e         |
| 2003   | West McLaren Mercedes     | McLaren MP4-17D                | Mercedes V10             | Michelin    | 16          | 2              | 1         | 10      | 3               | 13              | 3        | 91              | 2e         |
| 2004   | West McLaren Mercedes     | McLaren MP4-19 McLaren MP4-19B | Mercedes V10             | Michelin    | 18          | 1              | 1         | 4       | 2               | 9               | 8        | 45              | 7e         |
| 2005   | Team McLaren Mercedes     | McLaren MP4-20                 | Mercedes V10             | Michelin    | 18          | 5              | 7         | 12      | 10              | 14              | 3        | 112             | 2e         |
| 2006   | Team McLaren Mercedes     | McLaren MP4-21                 | Mercedes V8              | Michelin    | 18          | 3              | 0         | 6       | 3               | 12              | 6        | 65              | 5e         |
| 2007   | Scuderia Ferrari Marlboro | Ferrari F2007                  | Ferrari V8               | Bridgestone | 17          | 3              | 6         | 12      | 6               | 15              | 2        | 110             | Champion   |
| 2008   | Scuderia Ferrari Marlboro | Ferrari F2008                  | Ferrari V8               | Bridgestone | 18          | 2              | 2         | 9       | 10              | 12              | 5        | 75              | 3e         |
| 2009   | Scuderia Ferrari Marlboro | Ferrari F60                    | Ferrari V8               | Bridgestone | 17          | 0              | 1         | 5       | 0               | 9               | 3        | 48              | 6e         |
| 2012   | Lotus F1 Team             | Lotus E20                      | Renault V8               | Pirelli     | 20          | 0              | 1         | 7       | 2               | 19              | 0        | 207             | 3e         |
| 2013   | Lotus F1 Team             | Lotus E21                      | Renault V8               | Pirelli     | 17          | 0              | 1         | 8       | 2               | 14              | 2        | 183             | 5e         |
| 2014   | Scuderia Ferrari          | Ferrari F14 T                  | Ferrari V6 turbo hybride | Pirelli     | 19          | 0              | 0         | 0       | 1               | 13              | 1        | 55              | 12e        |
| 2015   | Scuderia Ferrari          | Ferrari SF15-T                 | Ferrari V6 turbo hybride | Pirelli     | 19          | 0              | 0         | 3       | 2               | 14              | 5        | 150             | 4e         |
| 2016   | Scuderia Ferrari          | Ferrari SF16-H                 | Ferrari V6 turbo hybride | Pirelli     | 21          | 0              | 0         | 4       | 1               | 17              | 4        | 186             | 6e         |
| 2017   | Scuderia Ferrari          | Ferrari SF70H                  | Ferrari V6 turbo hybride | Pirelli     | 19          | 1              | 0         | 7       | 2               | 16              | 3        | 205             | 4e         |
| 2018   | Scuderia Ferrari          | Ferrari SF71H                  | Ferrari V6 turbo hybride | Pirelli     | 21          | 1              | 1         | 12      | 1               | 17              | 4        | 251             | 3e         |
| 2019   | Alfa Romeo Racing         | Alfa Romeo C38                 | Ferrari V6 turbo hybride | Pirelli     | 21          | 0              | 0         | 0       | 0               | 9               | 2        | 43              | 12e        |
| 2020   | Alfa Romeo Racing         | Alfa Romeo C39                 | Ferrari V6 turbo hybride | Pirelli     | 17          | 0              | 0         | 0       | 0               | 2               | 1        | 4               | 16e        |
| 2021   | Alfa Romeo Racing         | Alfa Romeo C41                 | Ferrari V6 turbo hybride | Pirelli     | 20          | 0              | 0         | 0       | 0               | 4               | 2        | 10              | 16e        |
|        | Total                     |                                |                          |             | 349         | 18             | 21        | 103     | 46              | 219             | 71       | 1873            |            |

| Saison        | Écurie                    | Châssis          | Moteur                                | Pneus | 1        | 2        | 3        | 4        | 5        | 6        | 7        | 8        | 9        | 10       | 11       | 12       | 13        | 14        | 15       | 16       | 17       | 18       | 19      | 20       | 21       | 22       | Points inscrits | Classement |
| ------------- | ------------------------- | ---------------- | ------------------------------------- | ----- | -------- | -------- | -------- | -------- | -------- | -------- | -------- | -------- | -------- | -------- | -------- | -------- | --------- | --------- | -------- | -------- | -------- | -------- | ------- | -------- | -------- | -------- | --------------- | ---------- |
| 2001          | Red Bull Sauber Petronas  | Sauber C20       | Petronas V10 01A                      | B     | AUS 6e   | MAL Abd. | BRE Abd. | SMR Abd. | ESP 8e   | AUT 4e   | MON 10e  | CAN 4e   | EUR 10e  | FRA 7e   | GBR 5e   | ALL Abd. | HON 7e    | BEL Np.   | ITA 7e   | USA Abd. | JPN Abd. |          |         |          |          |          | 9               | 10e        |
| 2002          | West McLaren Mercedes     | McLaren MP4-17   | Mercedes V10 FO110M                   | M     | AUS 3e   | MAL Abd. | BRE 12e* | SMR Abd. | ESP Abd. | AUT Abd. | MON Abd. | CAN 4e   | EUR 3e   | GBR Abd. | FRA 2e   | ALL Abd. | HON 4e    | BEL Abd.  | ITA Abd. | USA Abd. | JPN 3e   |          |         |          |          |          | 24              | 6e         |
| 2003          | West McLaren Mercedes     | McLaren MP4-17D  | Mercedes V10 FO110P                   | M     | AUS 3e   | MAL 1er  | BRE 2e   | SMR 2e   | ESP Abd. | AUT 2e   | MON 2e   | CAN 6e   | EUR Abd. | FRA 4e   | GBR 3e   | ALL Abd. | HON 2e    | ITA 4e    | USA 2e   | JPN 2e   |          |          |         |          |          |          | 91              | 2e         |
| 2004          | West McLaren Mercedes     | McLaren MP4-19 B | Mercedes V10 FO 110Q                  | M     | AUS Abd. | MAL Abd. | BAH Abd. | SMR 8e   | ESP 11e  | MON Abd. | EUR Abd. | CAN 5e   | USA 6e   | FRA 7e   | GBR 2e   | ALL Abd. | HON Abd.  | BEL 1er   | ITA Abd. | CHI 3e   | JPN 6e   | BRE 2e   |         |          |          |          | 45              | 7e         |
| 2005          | Team McLaren Mercedes     | McLaren MP4-20   | Mercedes V10 FO 110R                  | M     | AUS 8e   | MAL 9e   | BAH 3e   | SMR Abd. | ESP 1er  | MON 1er  | EUR 11e* | CAN 1er  | USA Np.  | FRA 2e   | GBR 3e   | ALL Abd. | HON 1er   | TUR 1er   | ITA 4e   | BEL 1er  | BRE 2e   | JPN 1er  | CHI 2e  |          |          |          | 112             | 2e         |
| 2006          | Team McLaren Mercedes     | McLaren MP4-21   | Mercedes V8 FO 108S                   | M     | BAH 3e   | MAL Abd. | AUS 2e   | SMR 5e   | EUR 4e   | ESP 5e   | MON Abd. | GBR 3e   | CAN 3e   | USA Abd. | FRA 5e   | ALL 3e   | HON Abd.  | TUR Abd.  | ITA 2e   | CHI Abd. | JPN 5e   | BRE 5e   |         |          |          |          | 65              | 5e         |
| 2007          | Scuderia Ferrari Marlboro | Ferrari F2007    | Ferrari V8 056                        | B     | AUS 1er  | MAL 3e   | BAH 3e   | ESP Abd. | MON 8e   | CAN 5e   | USA 4e   | FRA 1er  | GBR 1er  | EUR Abd. | HON 2e   | TUR 2e   | ITA 3e    | BEL 1er   | JPN 3e   | CHI 1er  | BRE 1er  |          |         |          |          |          | 110             | Champion   |
| 2008          | Scuderia Ferrari Marlboro | Ferrari F2008    | Ferrari V8 056                        | B     | AUS 8e*  | MAL 1er  | BAH 2e   | ESP 1er  | TUR 3e   | MON 9e   | CAN Abd. | FRA 2e   | GBR 4e   | ALL 6e   | HON 3e   | EUR Abd. | BEL Abd.  | ITA 9e    | SIN 15e* | JPN 3e   | CHI 3e   | BRE 3e   |         |          |          |          | 75              | 3e         |
| 2009          | Scuderia Ferrari Marlboro | Ferrari F60      | Ferrari V8 056                        | B     | AUS 15e* | MAL 14e  | CHI 10e  | BAH 6e   | ESP Abd. | MON 3e   | TUR 9e   | GBR 8e   | ALL Abd. | HON 2e   | EUR 3e   | BEL 1er  | ITA 3e    | SIN 10e   | JPN 4e   | BRE 6e   | ABU 12e  |          |         |          |          |          | 48              | 6e         |
| 2012          | Lotus F1 Team             | Lotus E20        | Renault V8 RS27-2012                  | P     | AUS 7e   | MAL 5e   | CHI 14e  | BAH 2e   | ESP 3e   | MON 9e   | CAN 8e   | EUR 2e   | GBR 5e   | ALL 3e   | HON 2e   | BEL 3e   | ITA 5e    | SIN 6e    | JPN 6e   | CDS 5e   | IND 7e   | ABU 1er  | USA 6e  | BRE 10e  |          |          | 207             | 3e         |
| 2013          | Lotus F1 Team             | Lotus E21        | Renault V8 RS27-2013                  | P     | AUS 1er  | MAL 7e   | CHI 2e   | BAH 2e   | ESP 2e   | MON 10e  | CAN 9e   | GBR 5e   | ALL 2e   | HON 2e   | BEL Abd. | ITA 11e  | SIN 3e    | CDS 2e    | JPN 5e   | IND 7e   | ABU Abd. | USA      | BRE     |          |          |          | 183             | 5e         |
| 2014          | Scuderia Ferrari          | Ferrari F14 T    | Ferrari V6 turbo hybride Type 059/3   | P     | AUS 7e   | MAL 12e  | BAH 10e  | CHI 8e   | ESP 7e   | MON 12e  | CAN 10e  | AUT 10e  | GBR Abd. | ALL 11e  | HON 6e   | BEL 4e   | ITA 9e    | SIN 8e    | JPN 12e  | RUS 9e   | USA 13e  | BRE 7e   | ABU 10e |          |          |          | 55              | 12e        |
| 2015          | Scuderia Ferrari          | Ferrari SF15-T   | Ferrari V6 turbo hybride Type 059/4   | P     | AUS Abd. | MAL 4e   | CHI 4e   | BAH 2e   | ESP 5e   | MON 6e   | CAN 4e   | AUT Abd. | GBR 8e   | HON Abd. | BEL 7e   | ITA 5e   | SIN 3e    | JPN 4e    | RUS 8e   | USA Abd. | MEX Abd. | BRE 4e   | ABU 3e  |          |          |          | 150             | 4e         |
| 2016          | Scuderia Ferrari          | Ferrari SF16-H   | Ferrari V6 turbo hybride Type 059/5   | P     | AUS Abd. | BAH 2e   | CHI 5e   | RUS 3e   | ESP 2e   | MON Abd. | CAN 6e   | EUR 4e   | AUT 3e   | GBR 5e   | HON 6e   | ALL 6e   | BEL 9e    | ITA 4e    | SIN 4e   | MAL 4e   | JPN 5e   | USA Abd. | MEX 6e  | BRE Abd. | ABU 6e   |          | 186             | 6e         |
| 2017          | Scuderia Ferrari          | Ferrari SF70H    | Ferrari V6 turbo hybride Type 062     | P     | AUS 4e   | CHI 5e   | BAH 4e   | RUS 3e   | ESP Abd. | MON 2e   | CAN 7e   | AZE 14e* | AUT 5e   | GBR 3e   | HON 2e   | BEL 4e   | ITA 5e    | SIN Abd.  | MAL Np.  | JPN 5e   | USA 3e   | MEX 3e   | BRE 3e  | ABU 4e   |          |          | 205             | 4e         |
| 2018          | Scuderia Ferrari          | Ferrari SF71H    | Ferrari V6 turbo hybride Type 062 EVO | P     | AUS 3e   | BAH Abd. | CHI 3e   | AZE 2e   | ESP Abd. | MON 4e   | CAN 6e   | FRA 3e   | AUT 2e   | GBR 3e   | ALL 3e   | HON 3e   | BEL Abd.  | ITA 2e    | SIN 5e   | RUS 4e   | JPN 5e   | USA 1er  | MEX 3e  | BRE 3e   | ABU Abd. |          | 251             | 3e         |
| 2019          | Alfa Romeo Racing         | Alfa Romeo C38   | Ferrari V6 turbo hybride Type 064     | P     | AUS 8e   | BAH 7e   | CHI 9e   | AZE 10e  | ESP 14e  | MON 17e  | CAN 15e  | FRA 7e   | AUT 9e   | GBR 8e   | ALL 12e  | HON 7e   | BEL 16e   | ITA 15e   | SIN Abd. | RUS 13e  | JPN 12e  | MEX Abd. | USA 11e | BRE 4e   | ABU 13e  |          | 43              | 12e        |
| 2020          | Alfa Romeo Racing         | Alfa Romeo C39   | Ferrari V6 turbo hybride Type 065     | P     | AUT Abd. | STY 11e  | HON 15e  | GBR 17e  | 70e 15e  | ESP 14e  | BEL 12e  | ITA 13e  | TOS 9e   | RUS 14e  | EIF 12e  | POR 11e  | EMI 9e    | TUR 15e   | BAH 15e  | SAK 14e  | ABU 12e  |          |         |          |          |          | 4               | 16e        |
| 2021          | Alfa Romeo Racing         | Alfa Romeo C41   | Ferrari V6 turbo hybride Type 066     | P     | BAH 11e  | EMI 13e  | POR Abd. | ESP 12e  | MON 11e  | AZE 10e  | FRA 17e  | STY 11e  | AUT 15e  | GBR 15e  | HON 10e  | BEL 18e  | P-B Forf. | ITA Forf. | RUS 8e   | TUR 12e  | USA 13e  | MEX 8e   | SAO 12e | QAT 14e  | ARA 15e  | ABU Abd. | 10              | 16e        |
| Légende : ici |                           |                  |                                       |       |          |          |          |          |          |          |          |          |          |          |          |          |           |           |          |          |          |          |         |          |          |          |                 |            |

#### Victoires en championnat du monde de Formule 1
| #  | Année | Manche | Date              | Grand Prix      | Circuit           | Position départ | Ecurie           | Voiture |
| -- | ----- | ------ | ----------------- | --------------- | ----------------- | --------------- | ---------------- | ------- |
| 1  | 2003  | 02/16  | 23 mars 2003      | Malaisie        | Sepang            | 7e              | McLaren-Mercedes | MP4-17D |
| 2  | 2004  | 14/18  | 29 août 2004      | Belgique        | Spa-Francorchamps | 10e             | McLaren-Mercedes | MP4-19B |
| 3  | 2005  | 05/19  | 8 mai 2005        | Espagne         | Catalogne         | Pole position   | McLaren-Mercedes | MP4-20  |
| 4  | 2005  | 06/19  | 22 mai 2005       | Monaco          | Monaco            | Pole position   | McLaren-Mercedes | MP4-20  |
| 5  | 2005  | 08/19  | 12 juin 2005      | Canada          | Gilles Villeneuve | 7e              | McLaren-Mercedes | MP4-20  |
| 6  | 2005  | 13/19  | 31 juillet 2005   | Hongrie         | Hungaroring       | 4e              | McLaren-Mercedes | MP4-20  |
| 7  | 2005  | 14/19  | 21 août 2005      | Turquie         | Istanbul          | Pole position   | McLaren-Mercedes | MP4-20  |
| 8  | 2005  | 16/19  | 11 septembre 2005 | Belgique        | Spa-Francorchamps | 2e              | McLaren-Mercedes | MP4-20  |
| 9  | 2005  | 18/19  | 9 octobre 2005    | Japon           | Suzuka            | 17e             | McLaren-Mercedes | MP4-20  |
| 10 | 2007  | 01/17  | 18 mars 2007      | Australie       | Albert Park       | Pole position   | Ferrari          | F2007   |
| 11 | 2007  | 08/17  | 1er juillet 2007  | France          | Magny-Cours       | 3e              | Ferrari          | F2007   |
| 12 | 2007  | 09/17  | 8 juillet 2007    | Grande-Bretagne | Silverstone       | 2e              | Ferrari          | F2007   |
| 13 | 2007  | 14/17  | 16 septembre 2007 | Belgique        | Spa-Francorchamps | Pole position   | Ferrari          | F2007   |
| 14 | 2007  | 16/17  | 7 octobre 2007    | Chine           | Shanghai          | 2e              | Ferrari          | F2007   |
| 15 | 2007  | 17/17  | 21 octobre 2007   | Brésil          | Interlagos        | 3e              | Ferrari          | F2007   |
| 16 | 2008  | 02/18  | 23 mars 2008      | Malaisie        | Sepang            | 2e              | Ferrari          | F2008   |
| 17 | 2008  | 04/18  | 27 avril 2008     | Espagne         | Catalogne         | Pole position   | Ferrari          | F2008   |
| 18 | 2009  | 12/17  | 30 août 2009      | Belgique        | Spa-Francorchamps | 6e              | Ferrari          | F60     |
| 19 | 2012  | 18/20  | 4 novembre 2012   | Abou Dabi       | Yas Marina        | 4e              | Lotus-Renault    | E20     |
| 20 | 2013  | 01/19  | 17 mars 2013      | Australie       | Albert Park       | 7e              | Lotus- Renault   | E21     |
| 21 | 2018  | 18/21  | 21 octobre 2018   | États-Unis      | Austin            | 2e              | Ferrari          | SF71H   |

### Carrière en championnat du monde des rallyes

#### 2010: débuts en WRC chez Citroën

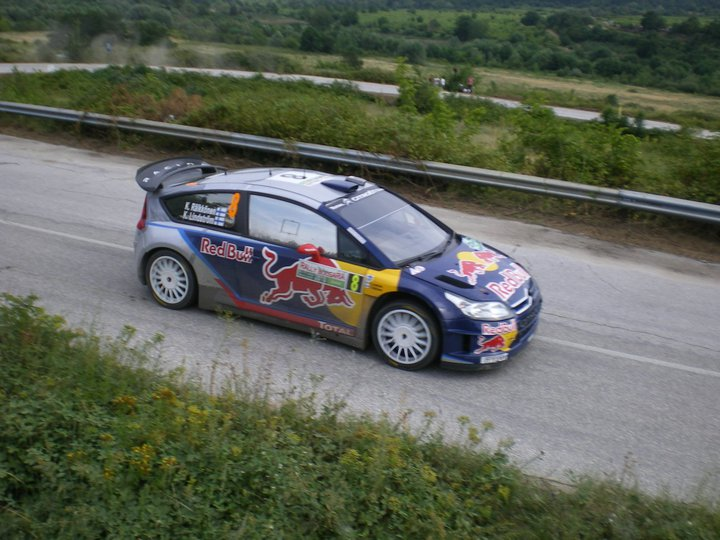
Räikkönen sur sa Citroën C4 WRC au rallye de Bulgarie 2010.

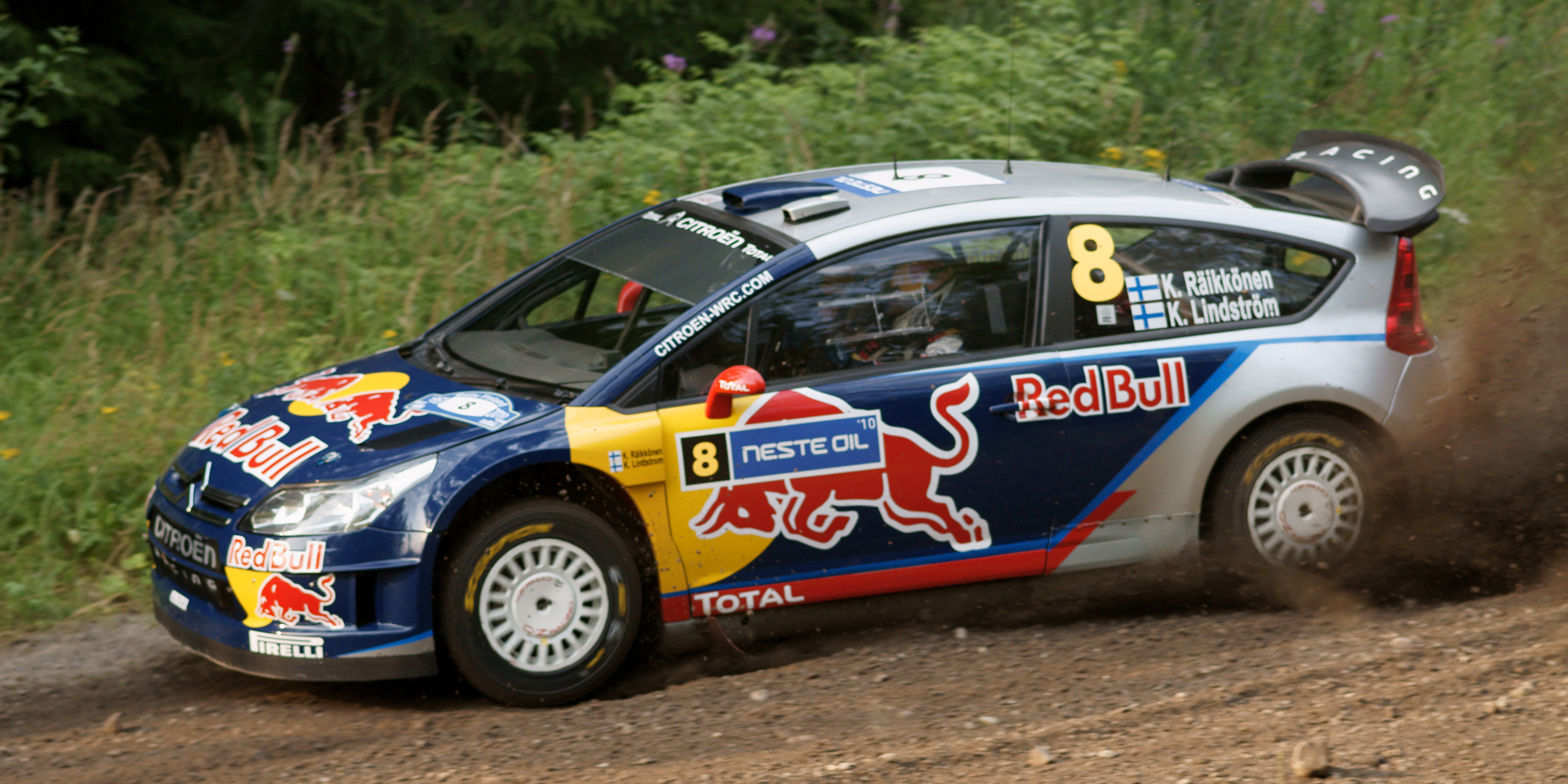
Kimi Räikkönen lors du rallye de Finlande 2010.

Le 4 décembre 2009, Kimi Räikkönen annonce son engagement au sein du Citroën Junior Team en Championnat du monde des rallyes, au côté de son copilote Kaj Lindström pour un an. Le Finlandais, parrainé par Red Bull, pilote une Citroën C4 WRC et participe à douze des treize rallyes inscrits au calendrier 2010, en faisant l'impasse sur celui de Nouvelle-Zélande.
Après avoir concouru au Rallye Arctique fin janvier 2010, où un accident lui coûte près de trente minutes et le relègue à la cinquante-huitième place, Räikkönen entame sa campagne mondiale en Suède où il se classe vingt-neuvième, là encore après être parti à la faute. Le rallye du Mexique est encore plus compliqué : s'il fait preuve d'un rythme encourageant en étant régulièrement dans les huit premiers, il perd trente minutes à la suite d'un problème électrique, avant d'abandonner à la fin de la première journée après être parti en tonneaux. La Jordanie lui permet de marquer ses premiers points en championnat grâce à sa huitième place, pour ce qu'il considère alors comme l'épreuve la plus difficile à laquelle il ait participé.
En Turquie, il termine cinquième après avoir profité de l'abandon de Dani Sordo et des accidents de Jari-Matti Latvala et Henning Solberg mais en devançant Federico Villagra et Matthew Wilson. Il est sorti six fois de la route sur les sept premières manches de la saison 2010.
Il finit septième en Allemagne, première manche de l'année disputée sur asphalte. Ces débuts sur cette surface se révèlent prometteurs et, en quête d'un bon résultat au rallye de France, il s'engage au Rallye Vosgien organisé par l'ASAC Vosgien afin de s'entraîner, épreuve qu'il remporte ce qui constitue sa première victoire dans la discipline. Kimi Räikkönen ne concrétise pas puisqu'il sort de la route au rallye de France. L'épreuve suivante, en Catalogne, s'annonce comme le plus proche de son expérience de pilotage mais il doit renoncer avant le départ, encore une fois à cause d'un accident. Il marque finalement de nouveaux points sur la dernière manche de la saison en Grande-Bretagne, et termine dixième du championnat.

#### 2011: dernière année en WRC avec Ice 1 Racing
Après l'abandon du programme Junior Team par Citroën, il monte sa propre équipe, Ice 1 Racing, soutenue techniquement par Citroën, et s'inscrit pour la saison 2011 au volant d'une Citroën DS3 WRC. En cours d'année, le pilote finlandais termine régulièrement dans les points mais, le 8 septembre, Ice 1 Racing est exclue du championnat constructeurs pour non-respect du règlement sportif : l'équipe doit participer aux rallyes qu'elle a désignés en début d'année. Sept épreuves, dont deux hors Europe (Jordanie et Australie) ont été choisies or, en ne prenant pas le départ en Australie, Räikkönen a contrevenu au règlement et l'équipe ne marquera plus de points cette saison et est privée de tous les points qu'elle avait inscrit jusque-là. Le Finlandais abandonne lors des trois dernières épreuves et termine comme l'année précédente, dixième du championnat des pilotes.
Après deux saisons complètes, Kimi Räikkönen décide de faire son retour en championnat du monde de Formule 1 en signant un contrat de deux ans avec l'équipe Lotus F1 Team. En vingt-deux rallyes de championnat WRC, il a marqué 59 points et obtenu la dixième position des deux saisons disputées avec un réel programme. Auteur d'un temps scratch, son meilleur résultat reste une cinquième place décrochée au rallye de Turquie 2010.

#### Résultats complets en WRC
| Saison | Rallye | Rallye | Rallye | Rallye | Rallye | Rallye | Rallye | Rallye | Rallye | Rallye | Rallye | Rallye | Rallye | Points | Classement final |
| ------ | ------ | ------ | ------ | ------ | ------ | ------ | ------ | ------ | ------ | ------ | ------ | ------ | ------ | ------ | ---------------- |
| 2009   | IRL    | NOR    | CYP    | POR    | ARG    | ITA    | GRE    | POL    | FIN    | AUS    | ESP    | GBR    |        | 0      | nc               |
| 2009   | -      | -      | -      | -      | -      | -      | -      | -      | Abd.   | -      | -      | -      |        | 0      | nc               |
| 2010   | SWE    | MEX    | JOR    | TUR    | NZL    | POR    | BUL    | FIN    | GER    | JPN    | FRA    | ESP    | GBR    | 25     | 10e              |
| 2010   | 29e    | Abd.   | 8e     | 5e     | -      | 10e    | 11e    | 25e    | 7e     | Abd.   | Abd.   | Abd.   | 8e     | 25     | 10e              |
| 2011   | SWE    | MEX    | POR    | JOR    | ITA    | ARG    | GRE    | FIN    | GER    | AUS    | FRA    | ESP    | GBR    | 34     | 10e              |
| 2011   | 8e     | -      | 7e     | 6e     | -      | -      | 7e     | 9e     | 6e     | -      | Abd.   | Abd.   | Abd.   | 34     | 10e              |

#### Résultats par saison en WRC
| Saison | Équipe              | Départs | Victoires | Podiums | Abandons | Points | Classement final |
| ------ | ------------------- | ------- | --------- | ------- | -------- | ------ | ---------------- |
| 2009   | Privé               | 1       | 0         | 0       | 1        | 0      | Non classé       |
| 2010   | Citroën Junior Team | 12      | 0         | 0       | 4        | 25     | 10e              |
| 2011   | Ice 1 Racing        | 9       | 0         | 0       | 3        | 34     | 10e              |
| Total  |                     | 22      | 0         | 0       | 8        | 59     |                  |

### Carrière en NASCAR
Le 2 avril 2011, Kimi Räikkönen rejoint l'équipe de NASCAR Kyle Busch Motorsports et débute le 20 mai à l'occasion de l'épreuve de Charlotte, en Truck Series où il termine quinzième. Il dispute également, toujours à Charlotte, une course en catégorie Nationwide la semaine suivante et s'y classe vingt-septième.
Le Finlandais fait son retour en 2022, en s'engageant au Go Bowling at The Glen de Watkins Glen en NASCAR Cup Series ; qualifié en vingt-septième position au volant d'une Chevrolet de l'écurie Trackhouse Racing Team, il abandonne peu avant la mi-course, victime de l'accrochage entre Ross Chastain et Austin Dillon, et est classé trente-septième.
L'année suivante, Räikkönen dispute sur le circuit des Amériques une nouvelle épreuve de NASCAR Cup Series et termine vingt-neuvième de l'épreuve.

### Carrière en Motocross
À partir de 2012, après son retrait du WRC, Räikkönen engage sa structure Ice 1 Racing (en) en championnat du monde de motocross, en catégorie MX1 (devenue MXGP en 2014), engageant principalement des Kawasaki en 2012 puis des KTM l'année suivante ; Husqvarna s'associe avec la structure finlandaise pour constituer son équipe d'usine à partir de 2014. Cette association prend fin au bout de huit saisons, la marque suédoise s'alliant ensuite avec l'écurie belge Standing Construct. Ice 1 Racing devient dès lors le nouveau support de l'équipe d'usine Kawasaki Racing Team ; en janvier 2022, après la fin de sa carrière en Formule 1, Kimi Räikkönen est nommé directeur de l'écurie.

### Vie privée et personnalité
Kimi Räikkönen est connu pour sa détestation des médias et sa façon de donner des réponses sibyllines, monosyllabiques voire d'observer un parfait mutisme : « Sans les médias, la Formule 1 serait un paradis. » Lors du Grand Prix automobile du Brésil 2006, lorsque Martin Brundle, ancien pilote et présentateur sur la chaîne ITV, lui demande de s'expliquer sur son absence remarquée à une cérémonie où Pelé remettait un trophée à Michael Schumacher pour l'ensemble de sa carrière, il s'est fendu d'un : « J'étais en train de chier. »
Admirateur du pilote James Hunt, champion du monde 1976 sur McLaren, il lui rend hommage en portant un casque à ses couleurs lors du Grand Prix automobile de Monaco 2012.
Après avoir vécu à Wollerau, port près de Zurich où vivent également Felipe Massa et Roger Federer, Räikkönen vit désormais à Baar, commune du canton de Zoug. Il retourne aussi parfois près d'Espoo en Finlande, sa ville natale. Le 31 juillet 2004, il se marie avec Jenni Dahlman, Miss Scandinavie 2001, rencontrée en 2001 lors de son élection. Le 7 février 2013, les médias finlandais annoncent leur séparation. Depuis l'été 2013, Kimi est en couple avec la Finlandaise Minttu Virtanen ; leur premier enfant, un garçon prénommé Robin, est né le 27 janvier 2015. Le couple se marie à San Galgano, à Chiusdino dans la province de Sienne, le 7 août 2016,. Leur second enfant, une fille prénommé Rianna, est né le 16 mai 2017. Ils deviennent parents pour la troisième fois, le 13 juin 2023 avec la naissance d'une fille nommé Grace.
Son père Matti est décédé le 22 décembre 2010 à l'âge de 56 ans.
Le Finlandais a un frère prénommé Rami, ancien pilote automobile, qui a évolué en rallye et en Formule 3.
Totalement absent des réseaux sociaux, Kimi Räikkönen crée la surprise en créant son compte Instagram le 29 décembre 2017. Il publie une courte vidéo où il dit simplement « Cette fois, je ne sais pas ce que je fais. » L'information est reprise par de nombreux médias, tant la décision du pilote finlandais, compte tenu de sa personnalité, est surprenante,.
En mai 2018, Räikkönen dépose une plainte à la police de Montréal contre une Montréalaise pour harcèlement et tentative d'extorsion en lien avec une présumée agression sexuelle survenue en 2016.